# Sarlat-la-Canéda
« Sarlat » redirige ici. Pour les autres significations, voir Sarlat (homonymie).
Sarlat-la-Canéda, communément appelée Sarlat, est une commune du Sud-Ouest de la France. Sous-préfecture et bureau centralisateur de canton du département de la Dordogne, en région Nouvelle-Aquitaine, elle compte 8 786 habitants en 2022 et est au centre d'une aire d'attraction de 32 080 habitants. Ses habitants sont appelés les Sarladais(es).
Capitale du Périgord noir, aux confins des causses du Quercy, cette cité historique est un site touristique majeur, renommé pour sa parure monumentale datant essentiellement de la période médiévale et du début de la Renaissance (du XIIIe au XVIe siècle). Son centre-ville, d'une grande homogénéité, est ainsi composé d'un lacis de ruelles et de venelles pittoresques, de placettes ombragées, bordées d'hôtels particuliers aux toits de lauze, dont les plus célèbres sont la maison de La Boétie, l'hôtel du Barry, l'hôtel de Savignac ou encore le présidial. Centre névralgique de la ville, la place de la Liberté, bordée de terrasses, est le siège du marché, où se vendent les spécialités de la région : foie gras, truffes, figues et noix. Dans son prolongement, s'ouvrent en perspective la cathédrale Saint-Sacerdos et le palais des évêques, qui rappellent que Sarlat a été cité épiscopale pendant plusieurs siècles.
Possédant un ensemble urbain médiéval parmi les plus denses du monde, Sarlat a été la première ville à bénéficier de la loi Malraux, avec la création de son secteur sauvegardé en 1964. Cette petite cité périgordine, visitée par plusieurs centaines de milliers de touristes chaque année, sert occasionnellement de cadre à des films historiques.

## Géographie

### Généralités
Dans le quart sud-est du département de la Dordogne, en Périgord noir également appelé Sarladais, la commune de Sarlat-la-Canéda est bordée par la Grande Beune, un affluent de la Vézère. C'est une commune urbaine. Sarlat-la-Canéda est la capitale du Périgord noir.
La ville de Sarlat est desservie par les routes départementales (RD) 6, 57 et 704, ainsi que par la ligne ferroviaire Le Buisson - Sarlat avec son terminus en gare de Sarlat.
Le territoire communal est également desservi par les RD 25, 47 et 704a.
Entre Marquay et Saint-Vincent-le-Paluel, le sentier de grande randonnée GR 6 traverse la commune sur environ douze kilomètres, passant devant le château de Campagnac, celui de Temniac et par le centre historique de Sarlat.
Sarlat-la-Canéda est l'un des terminus de la « Flow Vélo », véloroute/voie verte V92 qui, sur près de 400 kilomètres, permet de relier l'Île-d'Aix.

### Communes limitrophes
Sarlat-la-Canéda est limitrophe de dix autres communes.
| Tamniès, Marquay    | Marcillac-Saint-Quentin | Proissans                                 |
| Saint-André-d'Allas | Sarlat-la-Canéda        | Sainte-Nathalène, Saint-Vincent-le-Paluel |
| Vézac               | Vitrac                  | Carsac-Aillac                             |

### Géologie et relief

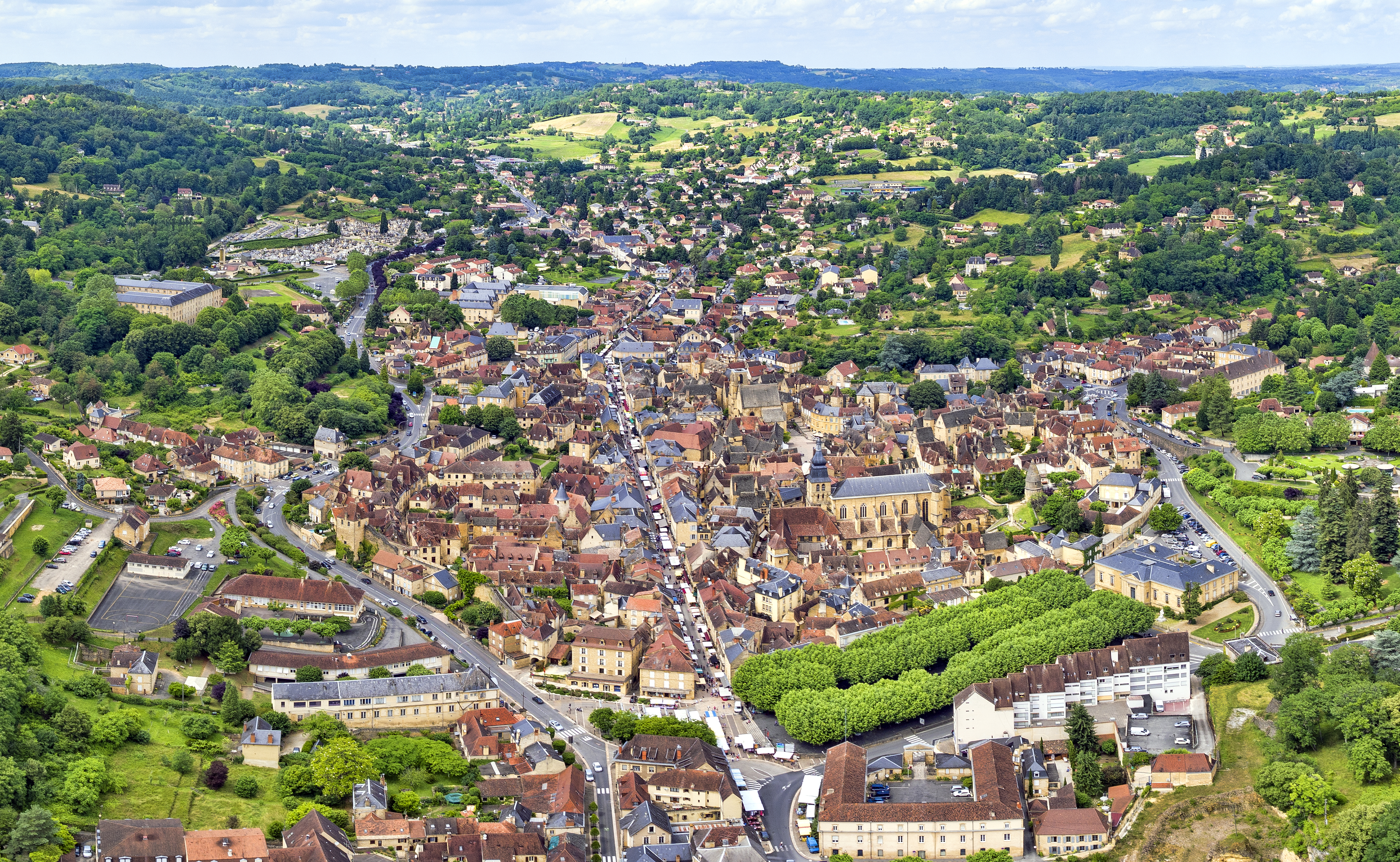
Vue aérienne de Sarlat.

#### Géologie
Situé sur la plaque nord du Bassin aquitain et bordé à son extrémité nord-est par une frange du Massif central, le département de la Dordogne présente une grande diversité géologique. Les terrains sont disposés en profondeur en strates régulières, témoins d'une sédimentation sur cette ancienne plate-forme marine. Le département peut ainsi être découpé sur le plan géologique en quatre gradins différenciés selon leur âge géologique. Sarlat-la-Canéda est située dans le troisième gradin à partir du nord-est, un plateau formé de calcaires hétérogènes du Crétacé.
Les couches affleurantes sur le territoire communal sont constituées de formations superficielles du Quaternaire datant du Cénozoïque, de roches sédimentaires du Mésozoïque. La formation la plus ancienne, notée c3b-c, date du Coniacien moyen à supérieur, composée de calcaires bioclastiques grossiers et quartzeux jaunes à bryozoaires et gastéropodes, à niveaux gréseux (formation des Eyzies). La formation la plus récente, notée Fy3-z, fait partie des formations superficielles de types alluvions subactuelles à actuelles. Le descriptif de ces couches est détaillé dans la feuille « no 808 - Sarlat-la-Canéda » de la carte géologique au 1/50 000 de la France métropolitaine, et sa notice associée.

Carte géologique de Sarlat-la-Canéda.

#### Relief et paysages
Le département de la Dordogne se présente comme un vaste plateau incliné du nord-est (491 m, à la forêt de Vieillecour dans le Nontronnais, à Saint-Pierre-de-Frugie) au sud-ouest (2 m à Lamothe-Montravel). L'altitude du territoire communal varie quant à elle entre 102 mètres et 319 mètres,.
Dans le cadre de la Convention européenne du paysage entrée en vigueur en France le 1er juillet 2006, renforcée par la loi du 8 août 2016 pour la reconquête de la biodiversité, de la nature et des paysages, un atlas des paysages de la Dordogne a été élaboré sous maîtrise d’ouvrage de l’État et publié en octobre 2020. Les paysages du département s'organisent en huit unités paysagères,. La commune fait partie du Périgord noir, un paysage vallonné et forestier, qui ne s’ouvre que ponctuellement autour de vallées-couloirs et d’une multitude de clairières de toutes tailles. Il s'étend du nord de la Vézère au sud de la Dordogne (en amont de Lalinde) et est riche d’un patrimoine exceptionnel.
La superficie cadastrale de la commune publiée par l'Insee, qui sert de référence dans toutes les statistiques, est de 47,13 km2,,. La superficie géographique, issue de la BD Topo, composante du Référentiel à grande échelle produit par l'IGN, est quant à elle de 48,55 km2.

### Hydrographie

#### Réseau hydrographique
La commune est située dans le bassin de la Dordogne au sein du Bassin Adour-Garonne. Elle est drainée par le Grande Beune, la Cuze, le ruisseau de Pontou et par deux petits cours d'eau, qui constituent un réseau hydrographique de 10 km de longueur totale,.
La Grande Beune, d'une longueur totale de 22,79 km, prend sa source dans la commune de Saint-Geniès et se jette dans la Vézère en rive gauche au sud du bourg des Eyzies. Elle borde la commune au nord-ouest sur un kilomètre, face à Tamniès.
Affluent de rive droite de la Dordogne, la Cuze prend sa source au nord-ouest de la ville et traverse le territoire communal sur près de six kilomètres, dont une partie en souterrain, sous le centre-ville.
Le ruisseau de Pontou, autre affluent de rive droite de la Dordogne, marque la limite territoriale au sud-ouest sur 500 mètres face à Vézac.

Réseaux hydrographique et routier de Sarlat-la-Canéda.
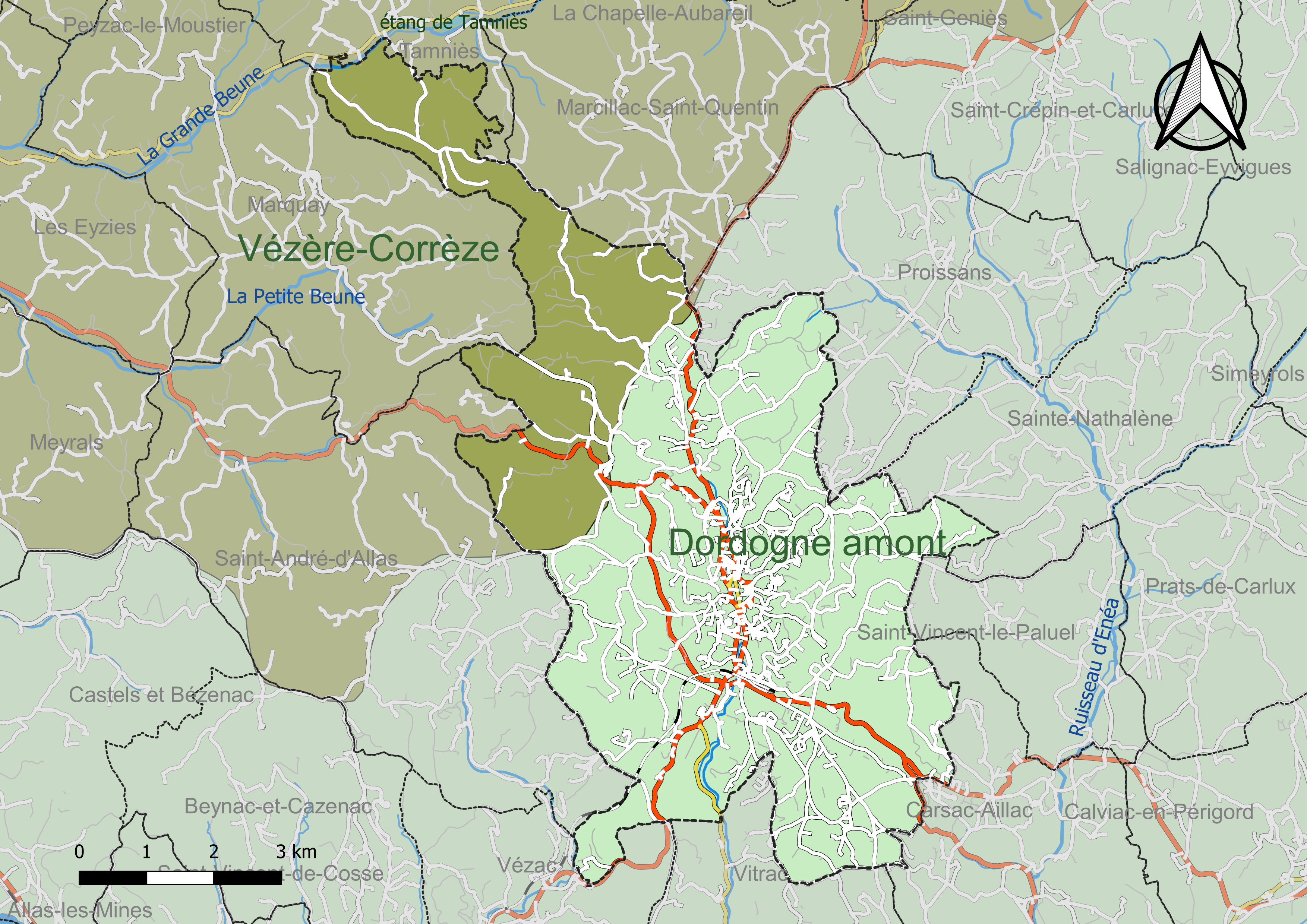
Carte des schémas d'aménagement et de gestion des eaux (SAGE) couvrant le territoire communal de Sarlat-la-Canéda.

#### Gestion et qualité des eaux
Le territoire communal est couvert par les schémas d'aménagement et de gestion des eaux (SAGE) « Dordogne amont » et « Vézère-Corrèze ». Le SAGE « Dordogne amont », dont le territoire s'étend des sources de la Dordogne jusqu'à la confluence de la Vézère à Limeuil, d'une superficie de 9 700 km2 est en cours d'élaboration. La structure porteuse de l'élaboration et de la mise en œuvre est l'établissement public territorial de bassin de la Dordogne (EPIDOR). Le SAGE « Vézère-Corrèze », dont le territoire regroupe les bassins versants de la Vézère et de la Corrèze, d'une superficie de 3 730 km2 est en cours d'élaboration. La structure porteuse de l'élaboration et de la mise en œuvre est le conseil départemental de la Corrèze. Ils définissent chacun sur leur territoire les objectifs généraux d’utilisation, de mise en valeur et de protection quantitative et qualitative des ressources en eau superficielle et souterraine, en respect des objectifs de qualité définis dans le troisième SDAGE du Bassin Adour-Garonne qui couvre la période 2022-2027, approuvé le 10 mars 2022.
Au sud, les trois quarts du territoire communal dépendent du SAGE Dordogne amont. Au nord, la zone restante correspond au bassin versant des Beunes et est rattachée au SAGE Vézère-Corrèze.
La qualité des eaux de baignade et des cours d’eau peut être consultée sur un site dédié géré par les agences de l’eau et l’Agence française pour la biodiversité.

### Climat
Pour des articles plus généraux, voir Climat de la Nouvelle-Aquitaine et Climat de la Dordogne.
Historiquement, la commune est exposée à un climat océanique aquitain.
En 2020, Météo-France publie une typologie des climats de la France métropolitaine dans laquelle la commune est exposée à un climat océanique altéré et est dans une zone de transition entre les régions climatiques « Aquitaine, Gascogne » et « Ouest et nord-ouest du Massif Central ». La première est caractérisée par une pluviométrie abondante au printemps, modérée en automne, un faible ensoleillement au printemps, un été chaud (19,5 °C), des vents faibles, des brouillards fréquents en automne et en hiver et des orages fréquents en été (15 à 20 jours). La seconde présente une pluviométrie annuelle de 900 à 1 500 mm, maximale en automne et en hiver.
Pour la période 1971-2000, la température annuelle moyenne est de 12,6 °C, avec  une amplitude thermique annuelle de 15,4 °C. Le cumul annuel moyen de précipitations est de 951 mm, avec 11,9 jours de précipitations en janvier et 7 jours en juillet. Pour la période 1991-2020, la température moyenne annuelle observée sur la station météorologique la plus proche, située sur la commune de Salignac-Eyvigues à 12 km à vol d'oiseau, est de 13,0 °C et le cumul annuel moyen de précipitations est de 907,1 mm,. Pour l'avenir, les paramètres climatiques de la commune estimés pour 2050 selon différents scénarios d’émission de gaz à effet de serre sont consultables sur un site dédié publié par Météo-France en novembre 2022.

## Urbanisme

### Typologie
Au 1er janvier 2024, Sarlat-la-Canéda est catégorisée petite ville, selon la nouvelle grille communale de densité à 7 niveaux définie par l'Insee en 2022.
Elle appartient à l'unité urbaine de Sarlat-la-Canéda, une unité urbaine monocommunale constituant une ville isolée,. Par ailleurs la commune fait partie de l'aire d'attraction de Sarlat-la-Canéda, dont elle est la commune-centre,. Cette aire, qui regroupe 45 communes, est catégorisée dans les aires de moins de 50 000 habitants,.

### Occupation des sols
L'occupation des sols de la commune, telle qu'elle ressort de la base de données européenne d’occupation biophysique des sols Corine Land Cover (CLC), est marquée par l'importance des territoires agricoles (46,3 % en 2018), en diminution par rapport à 1990 (51,8 %). La répartition détaillée en 2018 est la suivante : 
zones agricoles hétérogènes (40,8 %), forêts (40 %), zones urbanisées (11,6 %), prairies (5,4 %), zones industrielles ou commerciales et réseaux de communication (2 %), terres arables (0,1 %). L'évolution de l’occupation des sols de la commune et de ses infrastructures peut être observée sur les différentes représentations cartographiques du territoire : la carte de Cassini (XVIIIe siècle), la carte d'état-major (1820-1866) et les cartes ou photos aériennes de l'IGN pour la période actuelle (1950 à aujourd'hui).

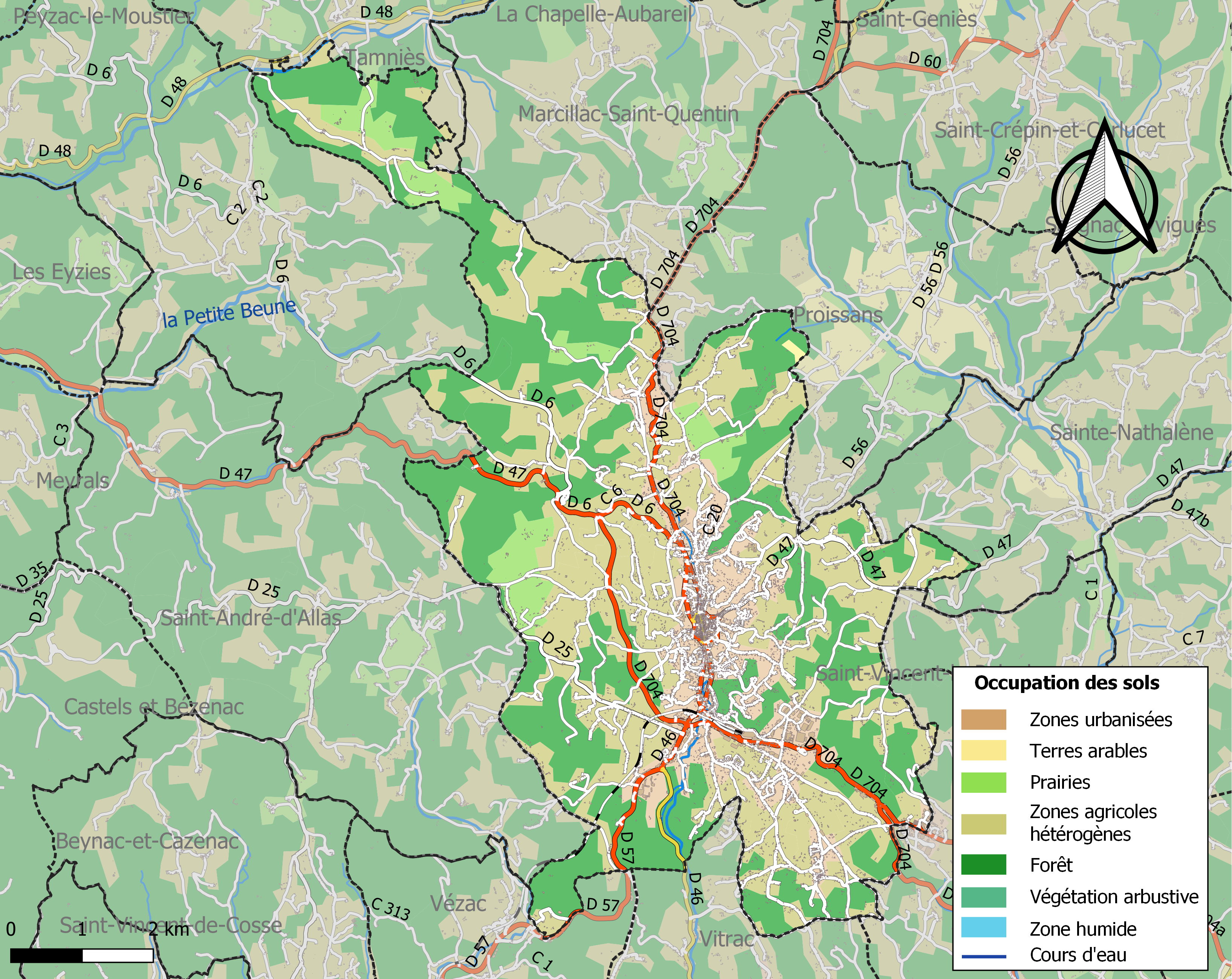
Carte des infrastructures et de l'occupation des sols de la commune en 2018 (CLC).

### Transports
- Sarlat est dotée d'un petit réseau de véhicules urbains nommé Sarlat bus.
- La ligne TER Nouvelle-Aquitaine Bordeaux-Sarlat (treize allers-retours quotidiens) entre la gare de Sarlat et la gare de Bordeaux-Saint-Jean.
- Liaison par car à partir de la gare SNCF de Souillac, sur la ligne Intercités Paris-Toulouse.Un Dietrich Noventis 420 (Renault Master) utilisé pour le Sarlat'Bus

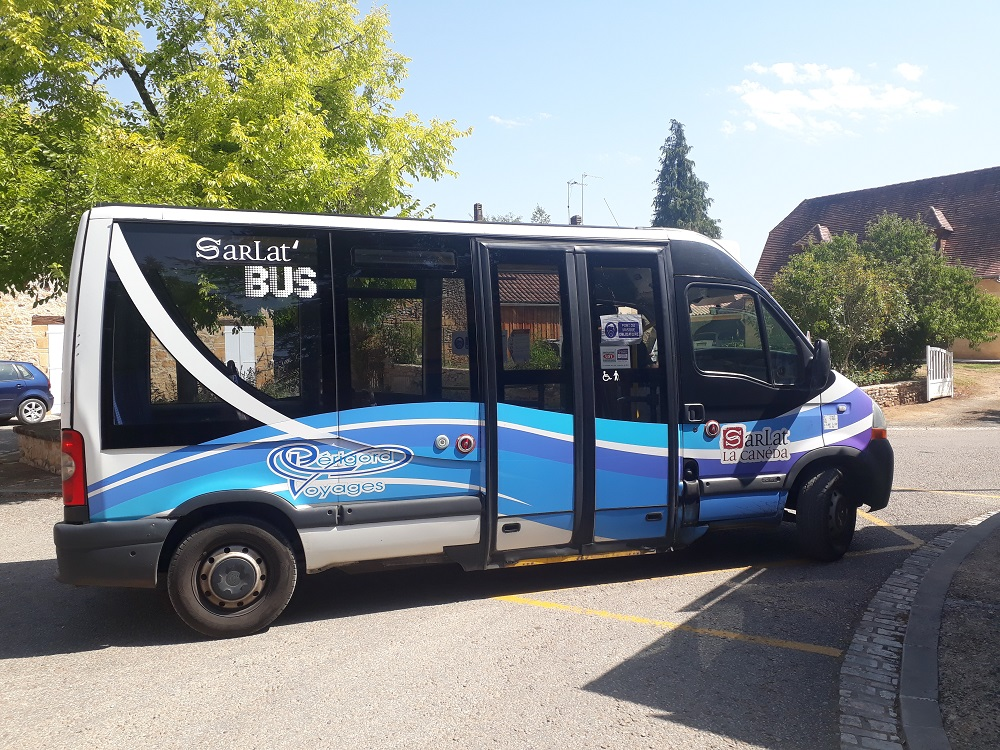
Un Dietrich Noventis 420 (Renault Master) utilisé pour le Sarlat'Bus

### Prévention des risques
Le territoire de la commune de Sarlat-la-Canéda est vulnérable à différents aléas naturels : météorologiques (tempête, orage, neige, grand froid, canicule ou sécheresse), feux de forêts, mouvements de terrains et séisme (sismicité très faible). Un site publié par le BRGM permet d'évaluer simplement et rapidement les risques d'un bien localisé soit par son adresse soit par le numéro de sa parcelle.
Sarlat-la-Canéda est exposée au risque de feu de forêt. L’arrêté préfectoral du 14 mars 2013 fixe les conditions de pratique des incinérations et de brûlage dans un objectif de réduire le risque de départs d’incendie. À ce titre, des périodes sont déterminées : interdiction totale du 15 février au 15 mai et du 15 juin au 15 octobre, utilisation réglementée du 16 mai au 14 juin et du 16 octobre au 14 février. En septembre 2020, un plan inter-départemental de protection des forêts contre les incendies (PidPFCI) a été adopté pour la période 2019-2029,.

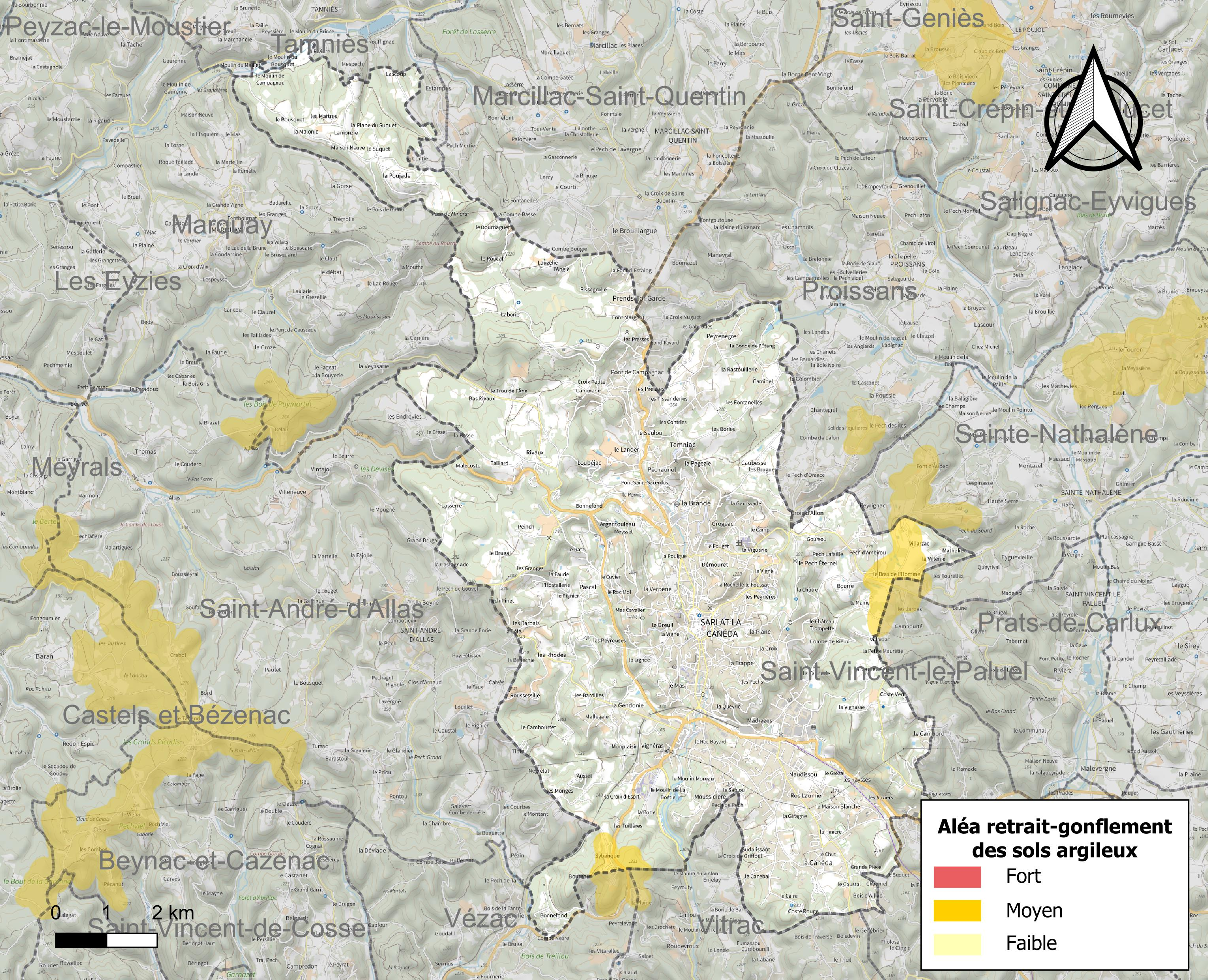
Carte des zones d'aléa retrait-gonflement des sols argileux de Sarlat-la-Canéda.

Les mouvements de terrains susceptibles de se produire sur la commune sont des affaissements et effondrements liés aux cavités souterraines (hors mines) et des tassements différentiels. Afin de mieux appréhender le risque d’affaissement de terrain, un inventaire national permet de localiser les éventuelles cavités souterraines sur la commune. Le retrait-gonflement des sols argileux est susceptible d'engendrer des dommages importants aux bâtiments en cas d’alternance de périodes de sécheresse et de pluie. 1,9 % de la superficie communale est en aléa moyen ou fort (58,6 % au niveau départemental et 48,5 % au niveau national métropolitain). Depuis le 1er octobre 2020, en application de la loi ÉLAN, différentes contraintes s'imposent aux vendeurs, maîtres d'ouvrages ou constructeurs de biens situés dans une zone classée en aléa moyen ou fort,.
La commune a été reconnue en état de catastrophe naturelle au titre des dommages causés par les inondations et coulées de boue survenues en 1982, 1989, 1994, 1997, 1999, 2011 et 2021, par la sécheresse en 1989, 1991, 1992, 2011 et 2019 et par des mouvements de terrain en 1999 et 2014.

## Toponymie
En occitan, la commune porte le nom de Sarlat e la Canedat.
L'étymologie du nom « Sarlat » pourrait provenir du préceltique serrulate (le mont allongé) ou du bas-latin serralatum (le mont large) ; quant à celle du suffixe « la-Canéda », elle est très incertaine et pourrait se rapprocher de la ville crétoise de La Canée en lien avec la présence d’un établissement religieux, la ville étant le siège d'une commanderie de l'ordre de Saint-Jean de Jérusalem.
Le nom de la commune de Sarlat est attesté Sarlatum en 817, in vico Sarlatensis en 886 et villa Sarlatae en 1130.
Une première hypothèse faisait de ce nom un dérivé du pré-latin serra, « montagne allongée »  accompagné du suffixe -ul-atum.
Une seconde hypothèse était basée sur le bas-latin serrum, « mont, colline », accompagné  de latum, « large » ou sur le féminin serra lata.
Enfin, plus récemment, une troisième hypothèse s’appuie sur le cours de la Cuze et voit dans le nom de Sarlat, la racine indo-européenne ser, « couler, se mouvoir rapidement et violemment » suivie du suffixe indo-européen la  et accompagnée du suffixe locatif gaulois -ate.
En 1965, après avoir absorbé la commune voisine, La Canéda, le nom de la commune est devenu officiellement Sarlat-la-Canéda.
Le nom de La Canéda, attesté La Canada au XIVe siècle, est issu de l'ancien occitan cana « roseau » muni du suffixe collectif -eda (du latin -eta). Il s'agissait d'un lieu planté de roseaux (comme une pinède est un bois de pins).

## Histoire

### Origine de Sarlat, une abbaye
L'origine de l'abbaye se perd dans les légendes. Jean Maubourguet a admis qu'elle a été créée dans la première moitié du IXe siècle par Pépin, roi d'Aquitaine de 817 à 832 puis de 834 à 838. Elle est contemporaine de l'abbaye de Paunat et de l'abbaye de Terrasson.
L'abbaye fait partie des six grandes abbayes du Périgord (avec Paunat, Belvès, Saint-Front de Périgueux, Brantôme et Terrasson). Elle est la seule à avoir été épargnée par les Vikings car située à l'écart de la Dordogne et de ses affluents.
D'après une charte de l'abbaye de Sarlat dont l'original a été perdu, en 886, Charles le Gros, empereur des Romains, roi de France, fait réparer l'église abbatiale édifiée en l'honneur du Sauveur du Monde, située dans le vicus de Sarlat, et la prend sous sa protection.
Le chartrier de l'abbaye contient aussi une charte de Bernard, comte de Périgord, donnant l'abbaye Saint-Sauveur de Sarlat à Odon, abbé de Cluny, et à Adacius, son co-abbé, pour qu'ils y rétablissent la discipline monastique. La charte cite Ludovico imperante qui ne peut être que Louis IV d'Outremer, rappelé d'Angleterre pour régner en Francie occidentale en juillet 936. Odon de Cluny est mort en 942. On peut en déduire que cette charte a été rédigée entre 937 et 942. Adacius a été abbé du monastère de Sarlat, de celui de Tulle et de Saint-Sour de Genouilliac, et vivait encore en 947. Cette charte a été considérée comme un faux car l'abbaye n'a jamais dépendu de l'abbaye de Cluny. Les deux premiers actes connus datent de 954 et 1094.
Le pape Léon VII aurait donné un bref de privilège prononçant anathème contre toute personne qui oserait s'arroger la possession de l'abbaye sans avoir été légitimement élue par les moines.
La date du transfert des reliques de saint Sacerdos à Sarlat est inconnue, comme l'écrit Jean Tarde dans sa Chronique, en 1624. Pour certains, le transfert des reliques à Sarlat aurait été provoqué par les attaques des Vikings à partir de 848. Pour d'autres, les reliques de saint Sacerdos situées à Calabrum ont été translatées au monastère de Sarlat peu avant qu'Hubert, avec l'aide du comte de Périgord Guillaume II Talleyrand ou Taillefer, fils de Bernard de Périgord, s'empare du monastère, vers 962. C'est au moment de cette translation que l'église de Sarlat s'est appelée église de Saint-Sauveur et de Saint-Sacerdos. Cette translation a dû se produire entre 945 et 962. La translation du corps de saint Pardoux dans l'église de Sarlat s'est effectuée après celle de saint Sacerdos. Le culte de saint Pardoux étant devenu à la mode, les moines ont décidé de placer ses reliques dans l'église Saint-Jean située hors les murs du monastère. Cette translation montre qu'il existait alors près du monastère une agglomération suffisamment nombreuse pour justifier la construction d'une église. Dans les premières années du XIe siècle, les reliques de saint Pardoux sont enlevées de l'église par un moine de Sarlat pour être données à un seigneur du Limousin, Gui de Lastours, et déposées dans l'église d'Arnac.
D'après Jean Maubourguet, le culte de saint Sacerdos a pris la place de celui du Salvator en 1122. Il suppose que la charte liant l'abbaye à Odon de Cluny et le culte de saint Sacerdos avait pour but d'éviter l'annexion de l'abbaye par Saint-Martial de Limoges et de lui conserver son indépendance.
Saint Bernard est passé à Sarlat en 1147 ; il y aurait accompli le miracle des pains.
L'abbaye a su demeurer indépendante et s'est placée en 1153 sous la protection directe du Saint-Siège à Rome. Les possessions de l'abbaye sont confirmées en 1153 et 1170 par les papes Eugène III et Alexandre III. Elle est reconstruite à l'époque romane entre 1125 et 1160. De l'abbaye romane, il subsiste le clocher-porche, la chapelle Saint-Benoît et la façade de la salle capitulaire dans la cour du cloître, et la lanterne des morts.
L'abbaye de Sarlat a atteint son apogée à la fin du XIIe siècle.

### Cité de Sarlat

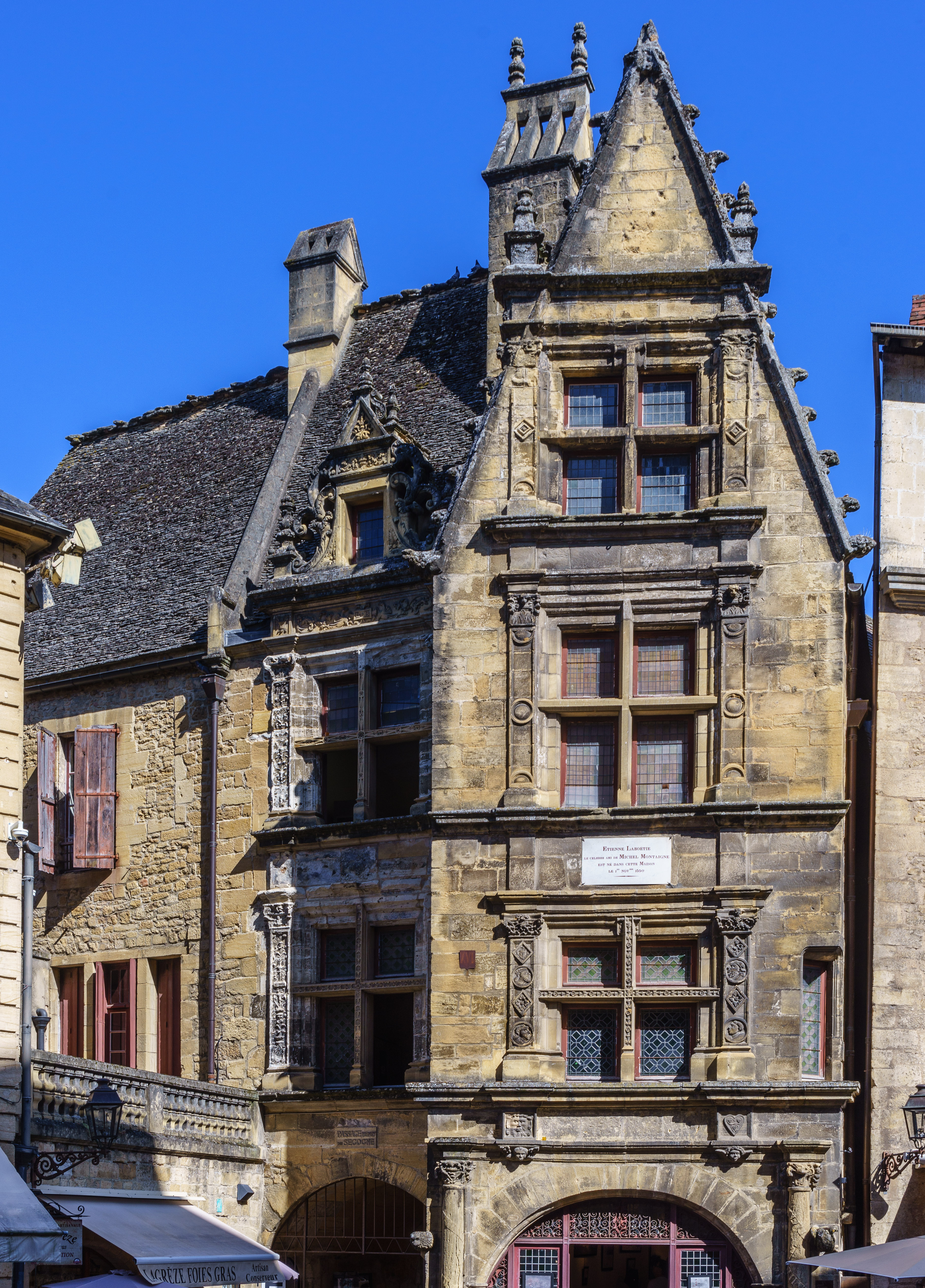
La maison natale d'Étienne de La Boétie.

Sarlat est une cité médiévale qui s'est développée autour de l'abbaye bénédictine d'origine carolingienne. Seigneurie monastique, elle atteint son apogée au XIIe siècle.
Dès 1204, les bourgeois de Sarlat s'opposent aux moines de l'abbaye. En 1223, l'administration civile de Sarlat par un consulat est créée. Au cours du XIIIe siècle, la ville s'agrandit et atteint environ 5 000 habitants. En 1263, les bourgeois de Sarlat s'allient avec les consuls de Figeac, Périgueux et de Brive pour obtenir des privilèges royaux.
Une épidémie de peste noire, en 1279-1280, fait en six mois 2 500 morts. Ils sont d'abord enterrés loin de la ville, à Roc-Laumier, puis plus près, au champ de Saint-Nicolas. Il existait dans la ville le cimetière Sainte-Marie qui s'étendait depuis l'église Sainte-Marie jusqu'à l'enceinte de la Bouquerie. Il semble désaffecté au moment de la construction de la nouvelle église Sainte-Marie, en 1365. Il est remplacé au XVe siècle par le cimetière se trouvant dans l'enclos des moines, derrière la cathédrale. Ce cimetière est abandonné en 1819 car il se trouve au-dessus de la nappe qui alimentait la fontaine des Chanoines.
En 1298 est conclu entre les bourgeois de Sarlat et l'abbé le Livre de la paix par lequel l'abbé, seigneur de la ville, reconnaît aux bourgeois le droit de consulat, le droit de sceau et une maison commune pour se réunir. Les consuls peuvent alors administrer la ville et assurer sa défense. Le Livre de la paix est ratifié par Philippe IV en 1299. Il y a quatre consuls, représentant chacun un quartier de la ville, Lendrevie, la Bouquerie, la Mallougane et la Rigoudie. Ils sont assistés par vingt-quatre conseillers ou jurats. La ville s'enferme dans des remparts à la fin du XIIIe siècle et au début du XIVe siècle.
En 1318, l'abbaye est le siège du nouvel évêché créé par le pape Jean XXII. L'église abbatiale devient la cathédrale du diocèse de Sarlat. Les évêques, remplaçant les abbés, commencent sa transformation architecturale, qui sera achevée seulement à la fin du XVIIe siècle.
À partir du XIVe siècle, évêques et consuls se partagent le pouvoir jusqu'à la Révolution. Devenue cité épiscopale, Sarlat joue un rôle prééminent lors de la guerre de Cent Ans. Réserve d'hommes d'armes, de munitions et de vivres, la ville fortifiée est également défendue par les châteaux situés aux alentours, tels que Beynac et Castelnaud, et peut porter secours à d'autres villes assiégées par les Anglais : Belvès, Domme, Montignac. Elle devient cependant anglaise par le traité de Brétigny en 1360. Elle se rallie au roi de France dix ans plus tard, lorsque le connétable Bertrand du Guesclin repousse les Anglais. La ville, tout en jouant le même rôle que précédemment, doit se rendre deux fois et souffre des exactions du capitaine de Vivans et du vicomte de Turenne.

### Fronde
Les troubles qui agitèrent la France, pendant la minorité de Louis XIV, eurent, en Périgord, des répercussions importantes.
« Le gouverneur de Sarlat, issu d'une noble famille d'Auvergne, était, en 1650, lieutenant des gardes du comte d'Harcourt ; il avait adopté le parti des princes pour obtenir le commandement d'un régiment ; il reviendra dans l'armée royale aussitôt que la Fronde sera dissoute ».
Si la Fronde parlementaire et la vieille Fronde n'y eurent qu‘un faible écho, il n'en fut pas de même pendant la dernière période, la Fronde des Princes. La province se partagea en deux camps : l’un, le plus nombreux, s’attacha aux drapeaux de Condé, l'autre resta ﬁdèle au Roi. Périgueux et Bergerac suivirent jusqu'à la fin la fortune de Condé ; Sarlat par contre, s’en sépara et soutint la cause de l'autorité légitime.
Les événements saillants de la Fronde à Sarlat sont le siège de la ville le 25 décembre 1652, sa prise par le comte de Marchin le 1er janvier 1653, l'occupation par les Frondeurs, alors qu'Antoine Gabriel de Costes de la Calprenède (1605-1689) est Premier Consul de la ville sous les ordres de François de Chavagnac, et sa reprise par les bourgeois, assistés d‘un détachement des troupes royales le 24 mars suivant.

### Après la Révolution
En 1793, la commune de Temniac est rattachée à Sarlat. En 1807, Lacipière, maire de Sarlat de 1800 à 1812, prend un arrêté défendant d'étendre le linge et de fumer la pipe sur les promenades publiques.
Sarlat est décorée de la croix de guerre 1939-1945 le 6 juin 1948, distinction également attribuée à dix-huit autres communes de la Dordogne.
Après la défaite de la bataille de France 1940, Sarlat se trouve en zone libre. Elle devient une terre de refuge et d’accueil pour les populations en fuite. Les Allemands arrivent à Sarlat en novembre 1942. La Wehrmacht installe son état-major dans les murs de l’hôtel de La Madeleine, place de la Petite-Rigaudie puis en juin 1943, le service de la Gestapo installe une antenne à l'hôtel du Lion d'Or, aux ordres du capitaine Michael Hambrecht du SD de Périgueux,.
La qualité architecturale de ses monuments et de ses immeubles atteste son dynamisme et sa capacité à se maintenir dans les grands courants économiques. La disparition du diocèse (rattaché à celui de Périgueux) à la Révolution lui retire sa prééminence. Devenue chef-lieu de district puis sous-préfecture, elle s'endort, pendant près de cent-cinquante ans, pour se revivifier seulement depuis le milieu des années 1960, avec la création du secteur sauvegardé en 1964.

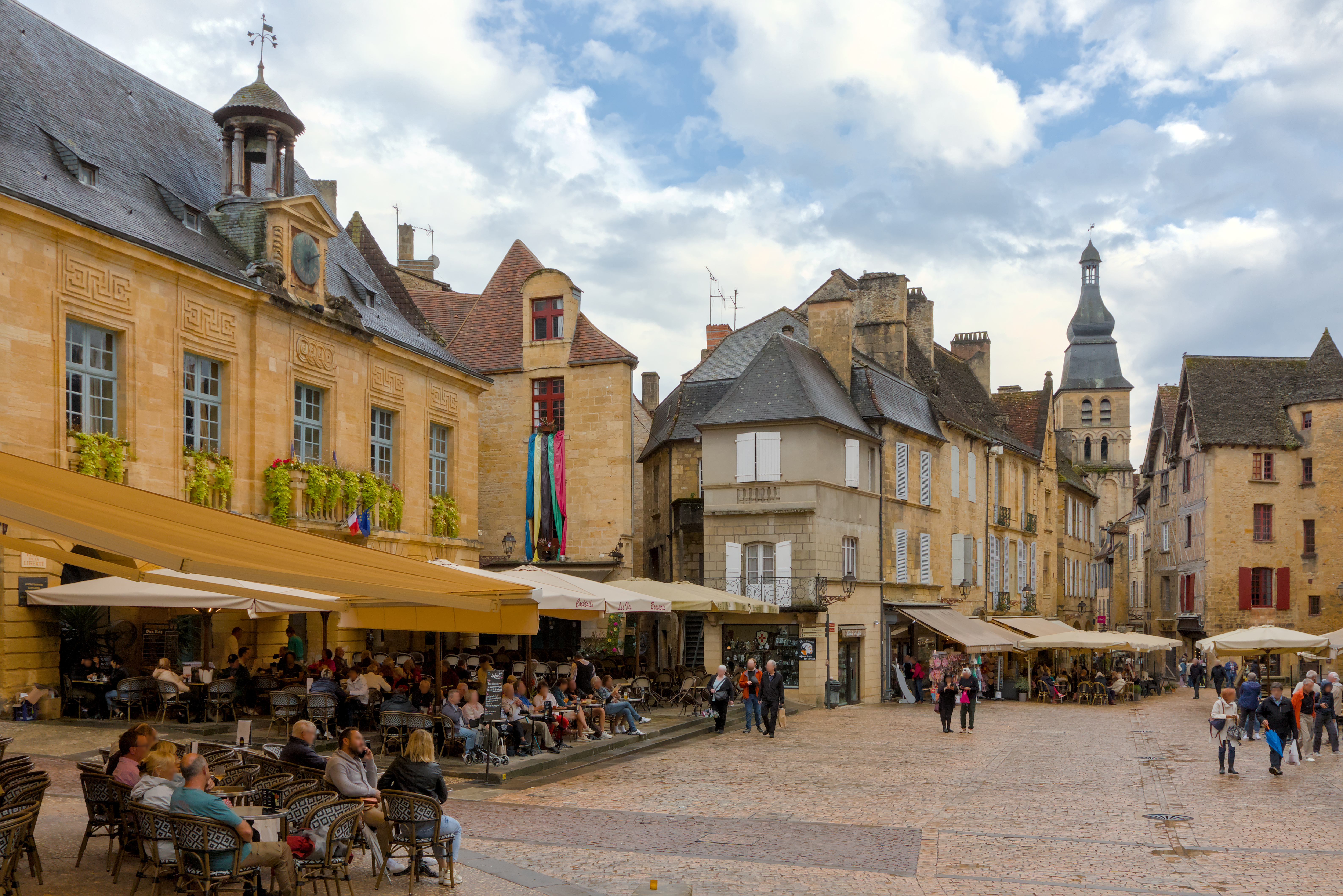
La place de la Liberté, dans la vieille ville de Sarlat.

Il est permis de penser qu'en France, de nombreuses villes ont possédé d'aussi curieuses et pittoresques ruelles, d'aussi beaux monuments mais que le modernisme a détruit progressivement ces trésors du passé. Sarlat a été miraculeusement sauvée grâce à la loi promulguée le 4 août 1962, dite loi Malraux. Cette loi sur la restauration des secteurs sauvegardés fut appliquée pour la première fois en France à Sarlat en 1964. Le centre de la petite cité médiévale avec ses soixante-cinq monuments et immeubles protégés servit d'opération pilote pour la mise au point des financements et des critères de restauration.
Le 1er mars 1965, les communes de Sarlat et de La Canéda fusionnent sous le nom de « Sarlat-la-Canéda ».
Depuis quelques années, le Sarladais — comme plus généralement le Périgord — devient une région très prisée des Anglais.
En 2005, le collège Saint-Joseph de Sarlat est utilisé pour tourner la seconde saison de l'émission du Pensionnat.

## Politique et administration

### Rattachements administratifs et électoraux
Dès 1790, la commune de Sarlat est le chef-lieu du canton de Sarlat qui dépend du district de Sarlat jusqu'en 1795, date de suppression des districts. En 1801, le canton dépend de l'arrondissement de Sarlat (devenu l'arrondissement de Sarlat-la-Canéda en 1965).
Dans le cadre de la réforme de 2014 définie par le décret du 21 février 2014, la commune reste attachée au même canton dont elle devient le bureau centralisateur aux élections départementales de mars 2015.

### Intercommunalité
Fin 1999, Sarlat-la-Canéda intègre dès sa création la communauté de communes du Sarladais, dont elle est le siège. En 2011, l'intercommunalité fusionne avec la communauté de communes du Périgord noir qui conserve temporairement ce nom avant de devenir la communauté de communes Sarlat-Périgord noir en mai 2011, dont Sarlat-la-Canéda est le siège.

### Administration municipale
La population de la commune étant comprise entre 5 000 et 9 999 habitants au recensement de 2017, vingt-neuf conseillers municipaux ont été élus en 2020,.

### Liste des maires
| Période       | Période                      | Identité                | Étiquette                 | Qualité |
| ------------- | ---------------------------- | ----------------------- | ------------------------- | --- |
| mai 1945      | novembre 1947                | Louis Arlet             | SFIO                      | Avoué Conseiller général de Sarlat (1945 → 1958) |
| novembre 1947 | mai 1953                     | Jean-Bernard Delpeyrat  | PRRRS                     | |
| mai 1953      | décembre 1958                | Louis Arlet             | SFIO                      | Avoué Conseiller général de Sarlat (1945 → 1958) Décédé en fonction |
| mars 1959     | août 1971                    | Jean Leclaire           | SFIO puis PS              | Chirurgien Premier maire de Sarlat-la-Canéda en 1965 Décédé en fonction |
| octobre 1971  | mars 1977                    | Guy Fournier            |                           | Retraité |
| mars 1977     | mars 1989                    | Louis Delmon            | PCF                       | Professeur de lettres et d'histoire Conseiller général de Sarlat-la-Canéda (1973 → 1992 et 1998 → 2004) Suppléant du député Lucien Dutard (1973 → 1986) |
| mars 1989     | En cours (au 5 juillet 2020) | Jean-Jacques de Peretti | RPR puis UMP → LR puis SE | Conseiller d'État Ministre de l'Outre-mer (1995 → 1997) Député de la Dordogne (4e circ.) (1993 → 1995) Conseiller régional d'Aquitaine (1992 → 1993) Conseiller général de Sarlat-la-Canéda (1992 → 1998) Président de la CC du Sarladais (2000 → 2010) Président de la CC Sarlat - Périgord Noir (2011 → ) Réélu pour le mandat 2020-2026 |

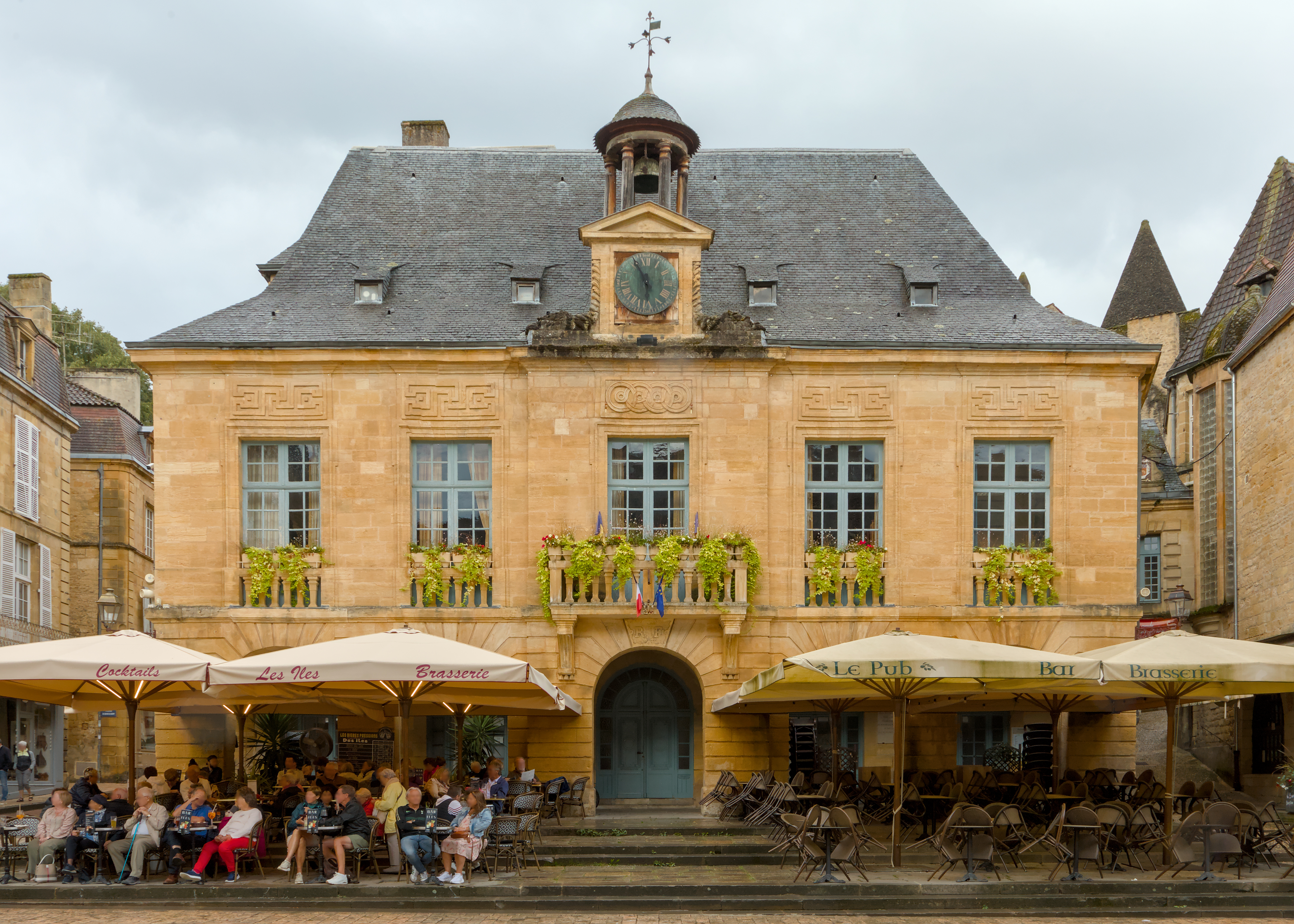
L'hôtel de ville.
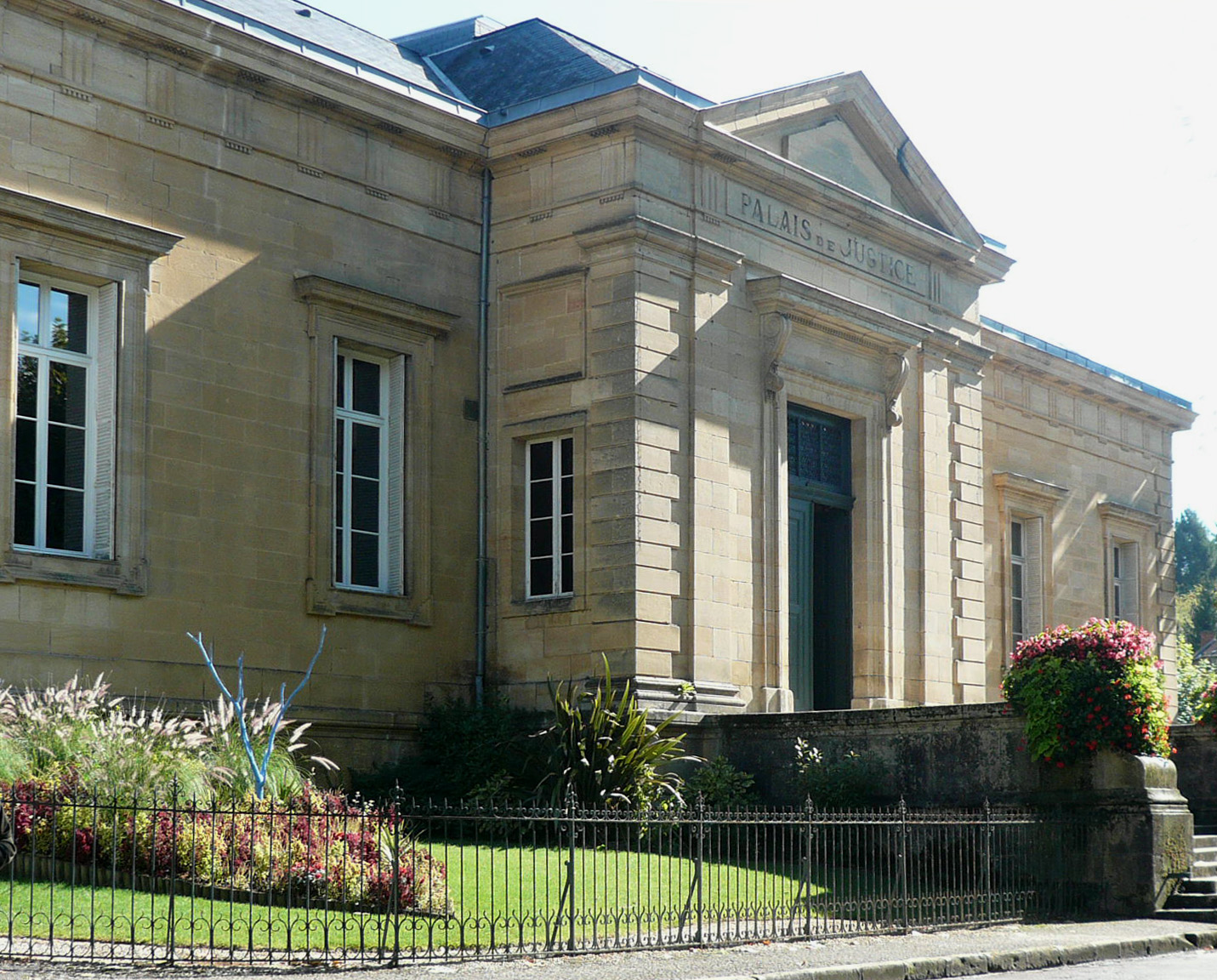
Le palais de justice.
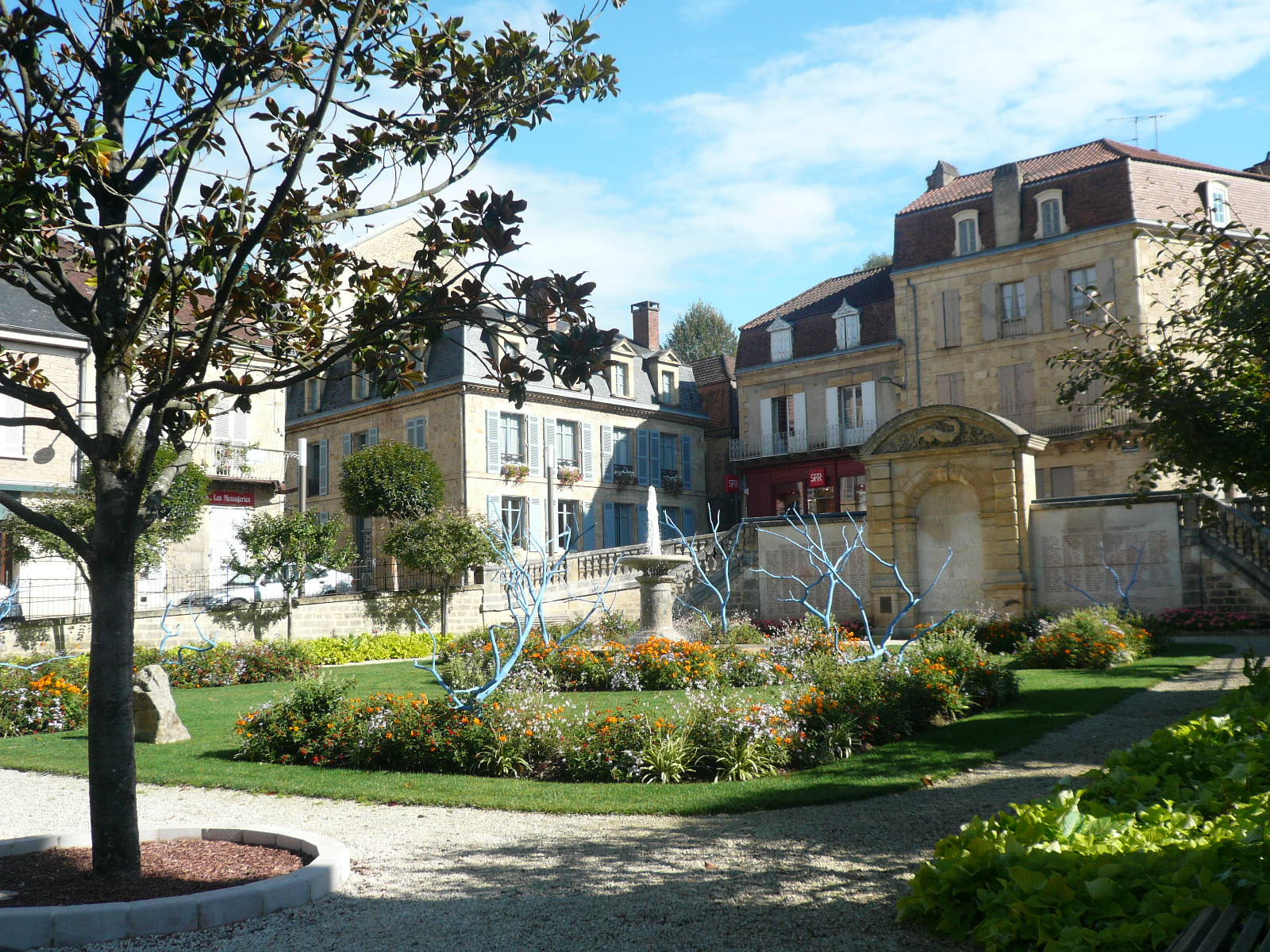
Le square du 8-Mai-1945.

## Équipements et services publics

### Enseignement
Selon le classement établi par l'Éducation nationale en 2022, le lycée public Pré-de-Cordy est considéré comme « sélectif » en 2021 aussi bien au bac général et technologique avec une réussite de 98 % qu'au bac professionnel avec 94 %.
Le lycée privé Saint-Joseph est lui aussi considéré comme « sélectif » en 2021 avec 100 % de réussite au bac professionnel.

### Justice
En 2023, dans le domaine judiciaire, Sarlat-la-Canéda relève : 
- du tribunal de proximité de Sarlat-la-Canéda ;
- du tribunal judiciaire, du tribunal pour enfants, du conseil de prud'hommes et du tribunal de commerce de Bergerac ;
- du pôle Nationalité du tribunal judiciaire de Périgueux (compétent uniquement dans le domaine de la nationalité) ;
- de la cour d'appel et de la  cour administrative d'appel de Bordeaux.

## Population et société

### Démographie
Jusqu'en 1965, les communes de La Canéda et de Sarlat étaient indépendantes.

#### Démographie de Sarlat, puis de Sarlat-la-Canéda
En 1965, La Canéda fusionne avec Sarlat, formant la nouvelle commune de Sarlat-la-Canéda.
L'évolution du nombre d'habitants est connue à travers les recensements de la population effectués dans la commune depuis 1793. Pour les communes de moins de 10 000 habitants, une enquête de recensement portant sur toute la population est réalisée tous les cinq ans, les populations de référence des années intermédiaires étant quant à elles estimées par interpolation ou extrapolation. Pour la commune, le premier recensement exhaustif entrant dans le cadre du nouveau dispositif a été réalisé en 2008.

En 2022, la commune comptait 8 786 habitants, en évolution de −1,79 % par rapport à 2016 (Dordogne : +0,37 %, France hors Mayotte : +2,11 %).
| 1793  | 1800  | 1806  | 1821  | 1831  | 1836  | 1841  | 1846  | 1851  |
| ----- | ----- | ----- | ----- | ----- | ----- | ----- | ----- | ----- |
| 7 877 | 5 924 | 5 263 | 5 529 | 6 056 | 5 669 | 5 941 | 6 119 | 5 800 |

| 1856  | 1861  | 1866  | 1872  | 1876  | 1881  | 1886  | 1891  | 1896  |
| ----- | ----- | ----- | ----- | ----- | ----- | ----- | ----- | ----- |
| 6 223 | 6 331 | 6 822 | 6 255 | 6 554 | 6 457 | 6 069 | 6 615 | 7 225 |

| 1901  | 1906  | 1911  | 1921  | 1926  | 1931  | 1936  | 1946  | 1954  |
| ----- | ----- | ----- | ----- | ----- | ----- | ----- | ----- | ----- |
| 6 535 | 6 195 | 6 481 | 6 469 | 6 497 | 6 541 | 6 982 | 7 108 | 7 073 |

| 1962  | 1968  | 1975  | 1982  | 1990  | 1999  | 2006  | 2008  | 2013  |
| ----- | ----- | ----- | ----- | ----- | ----- | ----- | ----- | ----- |
| 7 150 | 8 801 | 9 765 | 9 670 | 9 909 | 9 707 | 9 432 | 9 331 | 9 259 |

| 2018  | 2022  | - | - | - | - | - | - | - |
| ----- | ----- | - | - | - | - | - | - | - |
| 8 793 | 8 786 | - | - | - | - | - | - | - |

#### Agglomération, aire urbaine et aire d'attraction
En 2010, l'unité urbaine de Sarlat-la-Canéda (l'agglomération) se limite à cette seule commune. Avec 8 812 habitants en 2021, c'est la quatrième agglomération de Dordogne après celles de Périgueux, Bergerac et Montpon-Ménestérol.
L'aire urbaine, étendue à seize autres communes, regroupait 19 220 habitants en 2017. C'était la troisième plus importante de Dordogne après celles de Périgueux et de Bergerac. En 2020, l'Insee a remplacé le zonage d'aire urbaine par celui d'aire d'attraction d'une ville. L'aire d'attraction de Sarlat-la-Canéda regroupe 45 communes, soit 32 080 habitants en 2021.

### Cultes
- L'Église catholique est présente à Sarlat avec la paroisse « Saint Sacerdos en Périgord Noir ». Des messes sont célébrées le dimanche et en semaine dans plusieurs églises, notamment à la cathédrale Saint Sacerdos et dans l'église Notre-Dame de la Nativité de Temniac[76],[77].
- L'Église protestante unie de France se réunit à la chapelle de l'ancien hôpital, Notre-Dame-de-Bon-Encontre[78].
- L'Église évangélique est également présente à Sarlat[79].
- Une mosquée est établie à Sarlat depuis 2022[80].

### Manifestations culturelles et festivités
- Fête de la truffe & académie culinaire du foie gras et de la truffe. Tous les ans, à la mi-janvier, tout au long d'un week-end, sont proposées de nombreuses animations autour de ce champignon emblématique[81], à l'initiative du groupement des producteurs de truffes du Périgord noir et de la ville de Sarlat (14e édition en 2024[82]).
- Depuis 2009, Fest'Oie (la fête de l'oie) début mars, dont c'est la 13e édition en 2025[83].
- Fin mars ou début avril, Salon du livre ancien, depuis 2002[84] (21e édition en 2023[85]) et Salon du livre jeunesse (18e édition en 2024 sur cinq jours)[86].
- Les journées du terroir, tous les ans, les jeudi et vendredi de l'Ascension, sont l'occasion de découvrir ou de redécouvrir les produits du Périgord noir.
- La Ringueta, fête des jeux traditionnels d’antan (tir à la corde, mât de cocagne, etc.), a lieu le dimanche de Pentecôte, les années paires uniquement (20e édition en 2024)[87].
- En été, le Festival des jeux du théâtre propose chaque jour, pendant trois semaines, une pièce de théâtre différente (71e édition en juillet et août 2023)[88],[89].
- Tous les deux ans en été se déroule la Rétrospective automobile avec défilé de véhicules anciens (14e édition en 2017)[90].
- Les Journées du goût et de la gastronomie : chaque année, la ville de Sarlat se joint au rendez-vous national de la gastronomie et propose, sut un week-end au mois de septembre, de mettre le terroir à l'honneur en organisant une manifestation autour de l'agneau pastoral du Sarladais et de la pomme de terre sarladaise (10e édition en 2023)[91].
- En octobre, Grande brocante d'automne (30e édition en 2022)[92].
- Le festival du film, en novembre, est l'un des festivals majeurs du paysage cinématographique français. Il est reconnu d'intérêt national et soutenu par toutes les institutions, locales, départementales, régionales et nationales.
- L'exposition culturelle « Les Hivernales » se tient fin décembre de chaque année sur une dizaine de jours (21e édition en 2021 avec une cinquantaine d'artistes[93]).
- Le marché de Noël colore et anime la ville pendant quatre semaines. Un village de Noël ouvre ses portes au public en décembre, composé de 70 chalets organisés autour d'une patinoire (18e édition en 2024)[94]).
- En 2021, la manifestation agricole urbaine Péri'Meuh ne s'est pas tenue à Périgueux, au grand désappointement de représentants du monde agricole ; la Fédération départementale des syndicats d'exploitants agricoles (FDSEA), ayant déposé le titre « Péri'Meuh », a pris contact avec l'équipe municipale de Sarlat-la-Canéda[95] qui organise cette manifestation en septembre 2022[96].
- En 2025, Sarlat accueille la Félibrée du Périgord pour la cinquième fois, après les éditions de 1908, 1932,  1981 et 1994[97].

### Sarlat et le cinéma
Source :
Outre la présence d'un festival du film annuel, le patrimoine architectural du centre de Sarlat et de ses environs fait de cette ville une des plus filmées de France. Elle est un lieu très prisé lorsqu'une reconstitution historique est nécessaire. Plus de 80 tournages se sont succédé dans la ville depuis 1945.
Parmi les films tournés à Sarlat, on note :
- Les Duellistes, de Ridley Scott,
- Jeanne d’Arc, de Luc Besson,
- Les Misérables, de Robert Hossein,
- La Fille de d'Artagnan, de Bertrand Tavernier,
- Jacquou le Croquant, de Laurent Boutonnat.

### Sports
Clubs de sports
- Athlétisme : Périgord noir athlétisme Sarlat (PNA Sarlat).
- Basket-ball : Périgord noir Sarlat basket (PNSB).
- Boxe : Sarlat Boxing Club (SBC).
- Escalade : club de l'amicale laïque (FFME).
- Football : le Football-club Sarlat-Marcillac[99] est engagé en Régional 2 pour la saison 2022-2023[100].
- Handball : Sarlat handball Périgord noir.
- Natation : Union Sarlat Natation 24.
- Rugby à XV : le Club athlétique sarladais Périgord noir est engagé en championnat de France de Fédérale 2 pour la saison 2021-2022. À l'issue de celle-ci, bien que ses résultats lui permettent d'accéder à la Fédérale 1 pour la saison suivante, le club décline cette montée[101].
- Tir à la carabine : Sarlat tir Périgord noir (STPN).

Équipements
- Stade Christian-Goumondie

Événements
- Dans le cadre des Jeux olympiques de Paris 2024, la flamme olympique passe par six communes du département de la Dordogne le 22 mai 2024, notamment à Sarlat[102].
- En été, le Tour du Périgord cycliste (27e édition en août 2023) sert de manche de la Coupe de France cycliste des clubs amateurs pour la quinzième fois[103]. Depuis 2021, il a lieu à Sarlat-la-Canéda et autour. En 2024, 24 équipes, soit 144 coureurs, vont s'affronter sur onze tours d'un circuit de 13,52 km, soit 148,72 km, l'épreuve servant une fois encore de manche pour Coupe de France cycliste[104].

## Économie

La place du Marché aux Oies avec la sculpture de François-Xavier Lalanne offerte par les foies gras Rougié.

- Tourisme :

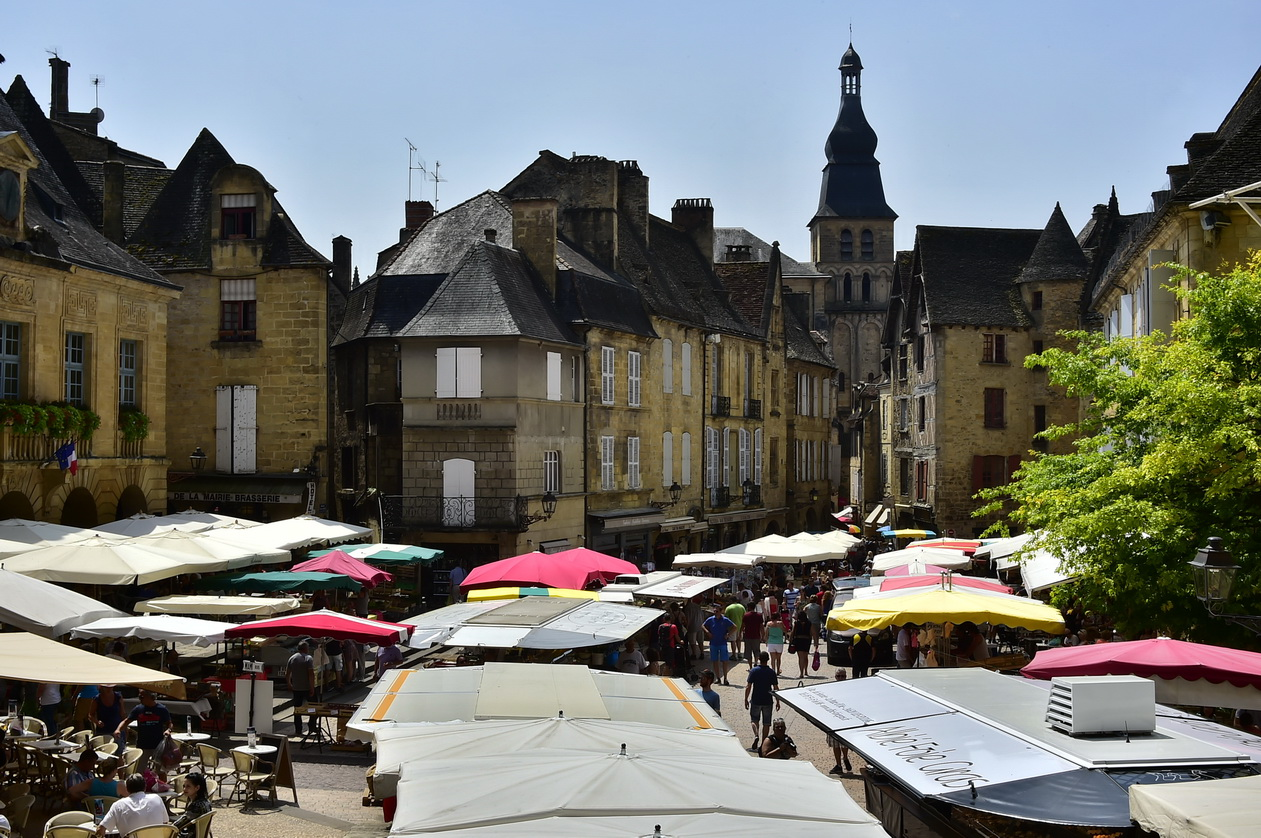
Le marché de Sarlat.

– l'architecture de Sarlat en fait le site touristique le plus fréquenté de Dordogne et le quatorzième en France, avec quelque 1 500 000 visiteurs chaque année ;
– le festival des jeux du théâtre de Sarlat, créé en 1951 par Jacques Boissarie, attire beaucoup de voyageurs ;
– un festival du film s'y tient tous les ans au mois de novembre, depuis 1991.
- Agriculture et élevage :

– le tabac, exploité depuis 1857 en Dordogne ;
– le foie gras. Quelques grands fabricants, dont Rougié, ou importateurs et beaucoup de petits producteurs artisanaux gavent des oies et des canards pour l'élaboration du foie gras et d'autres produits (confits, pâté, etc.) à Sarlat. La commune organise un festival annuel de trois jours, « Fest'oie », en l'honneur de cette partie importante de son économie qui attire également de nombreux touristes ;
– la truffe, un produit très rare, est aussi le produit phare du Périgord noir. Les marchés aux truffes de Sarlat-la-Canéda sont ouverts de mi-novembre à fin février. Le marché de gros aux truffes du mercredi après-midi à partir de 14 h 30 est réservé aux trufficulteurs et aux professionnels (négociants, entreprises de l’agroalimentaire, restaurateurs, etc.) ; il est par ailleurs référencé par la Société nationale des marchés. Le marché contrôlé, réservé aux particuliers, est organisé par le Groupement des trufficulteurs du Périgord noir qui propose à la vente, tous les samedis matin, truffes fraîches, brossées, lavées et ressuyées. Chaque année, à la mi-janvier, est également organisée la Fête de la truffe et académie culinaire du foie gras et de la truffe, avec des démonstrations de cavage deux fois par jour. L’Académie propose également des démonstrations de cuisine autour du foie gras et de la truffe, par de grands chefs étoilés.

### Monnaie locale
Une monnaie locale, l'Aqui, a été lancée en avril 2018.

### Emploi
L'emploi est analysé ci-dessous selon qu'il affecte les habitants de Sarlat-la-Canéda ou qu'il est proposé sur le territoire de la commune.

#### Emploi des habitants
En 2018, parmi la population communale comprise entre 15 et 64 ans, les actifs représentent 3 726 personnes, soit 42,3 % de la population municipale. Le nombre de chômeurs (671) a fortement diminué par rapport à 2013 (785) et le taux de chômage de cette population active s'établit à 18,0 %.

#### Emploi dans la commune
En 2018, la commune offre 6 448 emplois pour une population de 8 793 habitants. Le secteur tertiaire prédomine avec 43,5 % des emplois mais le secteur comprenant l'administration publique, l'enseignement, la santé et l'action sociale est également très présent avec 34,3 %.
Répartition des emplois par domaines d'activité
|                     | Agriculture, sylviculture ou pêche | Industrie | Construction | Commerce, transports et services | Administration publique, enseignement, santé, action sociale |
| ------------------- | ---------------------------------- | --------- | ------------ | -------------------------------- | ------------------------------------------------------------ |
| Nombre d'emplois    | 85                                 | 765       | 583          | 2 804                            | 2 211                                                        |
| Pourcentage         | 1,3 %                              | 11,9 %    | 9,0 %        | 43,5 %                           | 34,3 %                                                       |
| Source des données. |                                    |           |              |                                  |                                                              |

### Établissements
Fin 2018, la commune compte 734 établissements actifs employeurs, dont 552 au niveau des commerces, transports ou services, 83 relatifs au secteur administratif, à l'enseignement, à la santé ou à l'action sociale, 48 dans la construction, 47 dans l'industrie, et 4 dans l'agriculture, la sylviculture ou la pêche.

### Entreprises
Tous secteurs confondus, parmi les entreprises dont le siège social est en Dordogne, la société « Coloplast manufacturing France SAS » (fabrication de matériel médico-chirurgical et dentaire) située à Sarlat-la-Canéda se classe 9e quant au chiffre d'affaires hors taxes en 2015-2016, avec 49 370 k€.
Parmi les cinquante premières entreprises de chaque secteur économique dans le département, classées selon le chiffre d'affaires hors taxes en 2015-2016, on trouve implantées à Sarlat-la-Canéda :
- dans l'industrie, Coloplast manufacturing France SAS se classe 3e[111] ;
- dans le commerce, Grand garage de la Dordogne (commerce de voitures et de véhicules automobiles légers), 33e avec 19 499 k€[112] ;
- dans le BTP, quatre entreprises[113],
  - TPL systèmes (travaux d'installation électrique) classée 3e avec 18 086 k€ ;
  - Société sarladaise de construction Vaunac (travaux de maçonnerie générale et gros œuvre de bâtiment), 18e avec 5 065 k€ ;
  - Périgord travaux publics – Egire (construction de réseaux électriques et de télécommunications) 24e avec 4 250 k€ ;
  - Établissements Brel (travaux de revêtement des sols et des murs), 38e avec 3 039 k€ ;
- dans les services, quatre entreprises[114],
  - Biocentre laboratoires d'analyses (laboratoire d'analyses médicales) 16e avec 6 231 k€ ;
  - Expert conseil entreprise (activités comptables), 19e avec 5 732 k€ ;
  - TPL Boutiques (hôtels et hébergement similaire), 33e avec 3 867 k€ ;
  - Fulgator (recherche-développement en biotechnologie), 34e avec 3 854 k€ ;
- dans l'agroalimentaire, six entreprises[115],
  - Toques et distillerie du Périgord (production de boissons alcooliques distillées), 22e avec 5 182 k€ ;
  - Société coopérative agricole Sarlat Périgord foie gras (transformation et conservation de la viande de volaille), 29e avec 2 736 k€ ;
  - SAS Yvette et Michel de Carsac (préparation industrielle de produits à base de viande), 37e avec 2 028 k€ ;
  - La Table périgourdine (préparation industrielle de produits à base de viande), 42e avec 1 658 k€ ;
  - Lou Cocal (fabrication de biscuits, biscottes et pâtisseries de conservation), 46e avec 1 291 k€ ;
  - Delpeyrat Périgord (préparation industrielle de produits à base de viande), 50e avec 1 086 k€.

Tous secteurs confondus, cinq entreprises de Sarlat-la-Canéda figurent parmi les cinquante premières de la Dordogne, quant au chiffre d'affaires à l'exportation en 2015-2016,
- Coloplast manufacturing France SAS, 9e avec 14 857 k€ ;
- Gautier-Sarlat (commerce de gros interentreprises de fruits et légumes), 20e avec 3 273 k€ ;
- Toques et distillerie du Périgord, 34e avec 1 391 k€ ;
- TPL systèmes, 37e avec 1 102 k€ ;
- Agronégoce (commerce de gros interentreprises de produits à base de viande), 49e avec 767 k€.

L'entreprise Suturex, implantée sur la ZAE Sarlat-Carsac et dépendant du groupe allemand B. Braun, emploie 170 personnes ; elle est une des principales entreprises mondiales dans le domaine des aiguilles chirurgicales, avec une production annuelle de cent millions d'aiguilles.
Sarlat-la-Canéda possède une antenne de la Chambre de commerce et d'industrie de la Dordogne.
En avril 2025, l'entreprise Rougié cesse son activité, mettant 73 salariés au chômage.

## Culture locale et patrimoine

### Associations
- Société d'Art et d'Histoire de Sarlat et du Périgord Noir, association fondée en 1973 ayant pour but d'assurer la recherche et la sauvegarde des vestiges du passé dans toute l'étendue de l'arrondissement de Sarlat[119].

### Lieux et monuments
La ville est classée ville d'art et d'histoire. Elle est réputée pour avoir la plus forte densité de monuments historiques classés ou inscrits au monde. Elle fait partie de l'association Les Plus Beaux Détours de France.

#### Patrimoine civil
- Le château de Loubejac, ancienne propriété de Justin de Selves, homme politique, qui en a fait le siège de la fondation de Selves, Institut médico-éducatif (IME).
- L'hôtel de Gisson (ou hôtel de Chassaing), place des Oies, XVIe siècle, classé monument historique depuis 1969[121], ouvert au public depuis 2011 en tant que musée et sous le nom de manoir de Gisson[122] sur le thème : « Entrez dans la bourgeoisie sarladaise du XVIIe siècle ».
- De nombreux hôtels particuliers, parmi lesquels :
  - Maison de La Boétie, XVIe siècle.
  - Hôtel de Génis
  - Hôtel de Gérard, classé monument historique en 2008 pour sa grande salle au premier étage[123].
  - Hôtel d'Anglars
  - Hôtel de Vienne
  - Hôtel de Saint-Clar
  - Hôtel Plamon
- La tour du Bourreau et les restes partiels des anciens remparts.
- Hôtel de ville
- Maison du Présidial
- Lavoir au Roc Bayard.
- Lavoir rue Fontaine de l'Amour.
- La fontaine Sainte-Marie, dans la rue des Consuls, face à l’hôtel Plamon (le fond de la grotte est orné d’une statue de la Vierge Marie[124]).
- L'espace artistique Gorodka.
- Le château de Campagnac, XIVe siècle XVIe siècle.
- Les trois oies coulées dans du bronze, symbole de la gastronomie du Périgord trônent en plein centre de la cité médiévale de Sarlat. La statue a été offerte par l'entreprise Rougié (foies gras) à la ville.

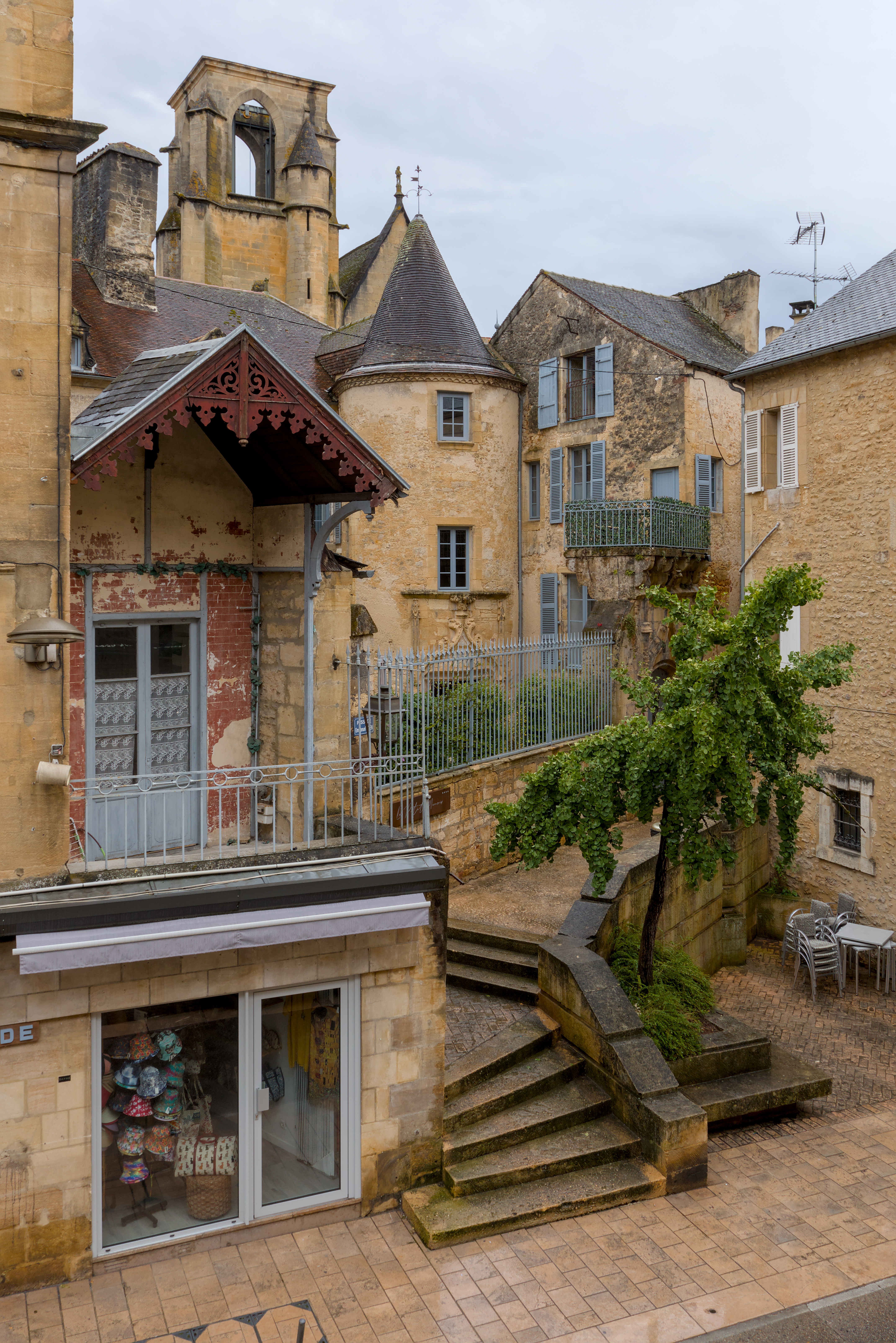
Vue de la vieille ville depuis la rue Jean-Jacques Rousseau.
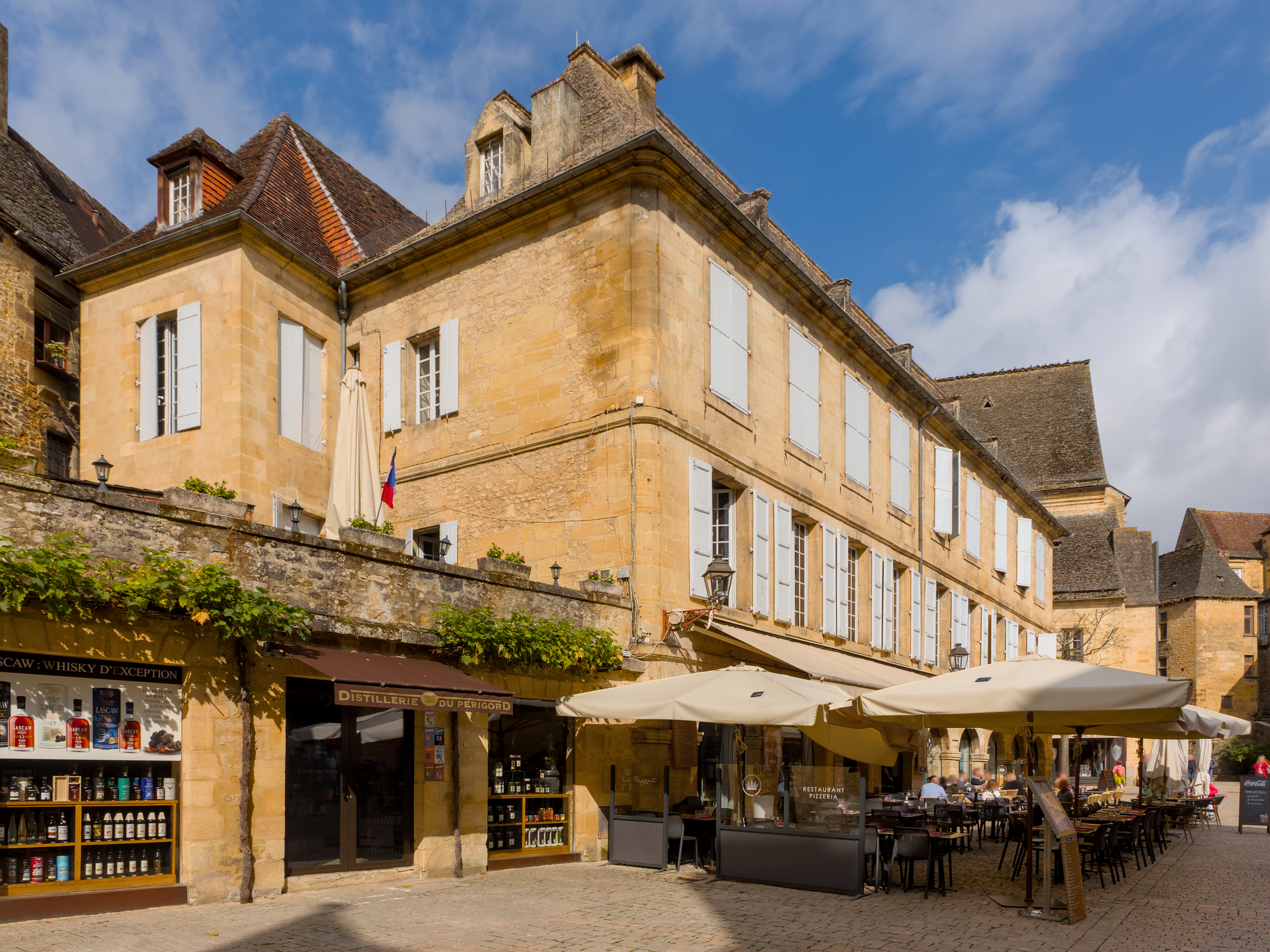
Place de la Liberté.
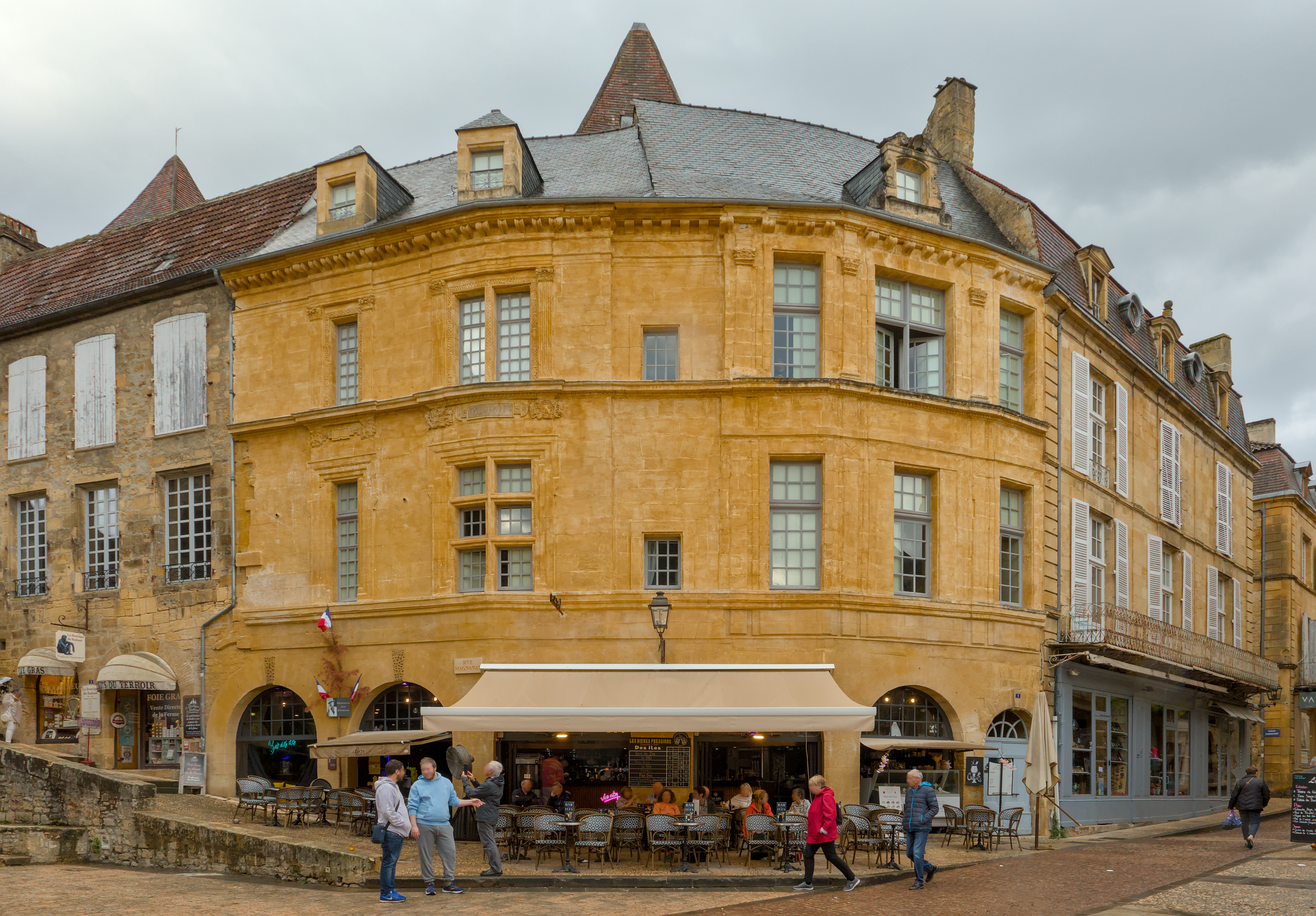
A l'angle de la rue Fénelon et de la place de la Liberté.
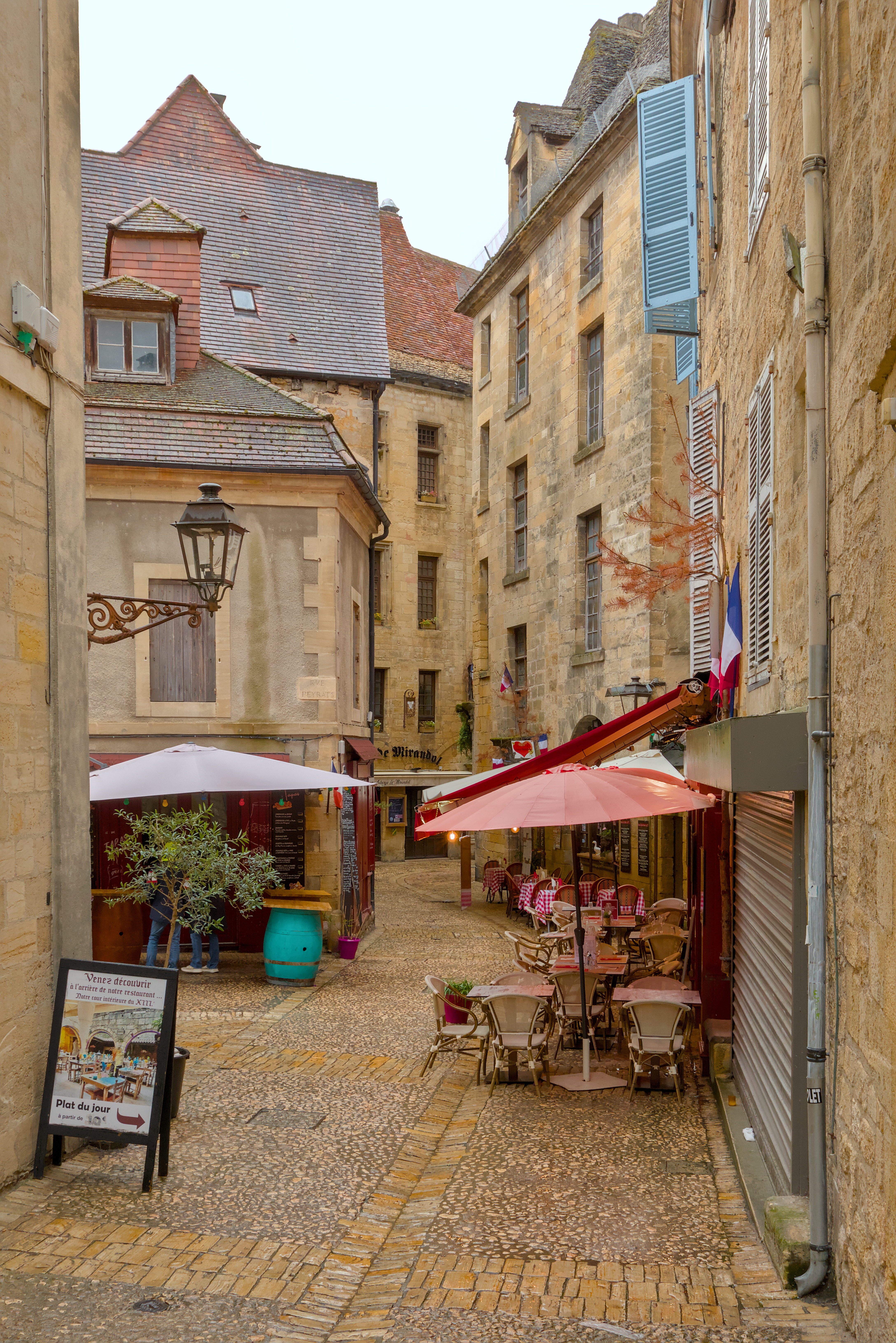
La rue des Consuls.
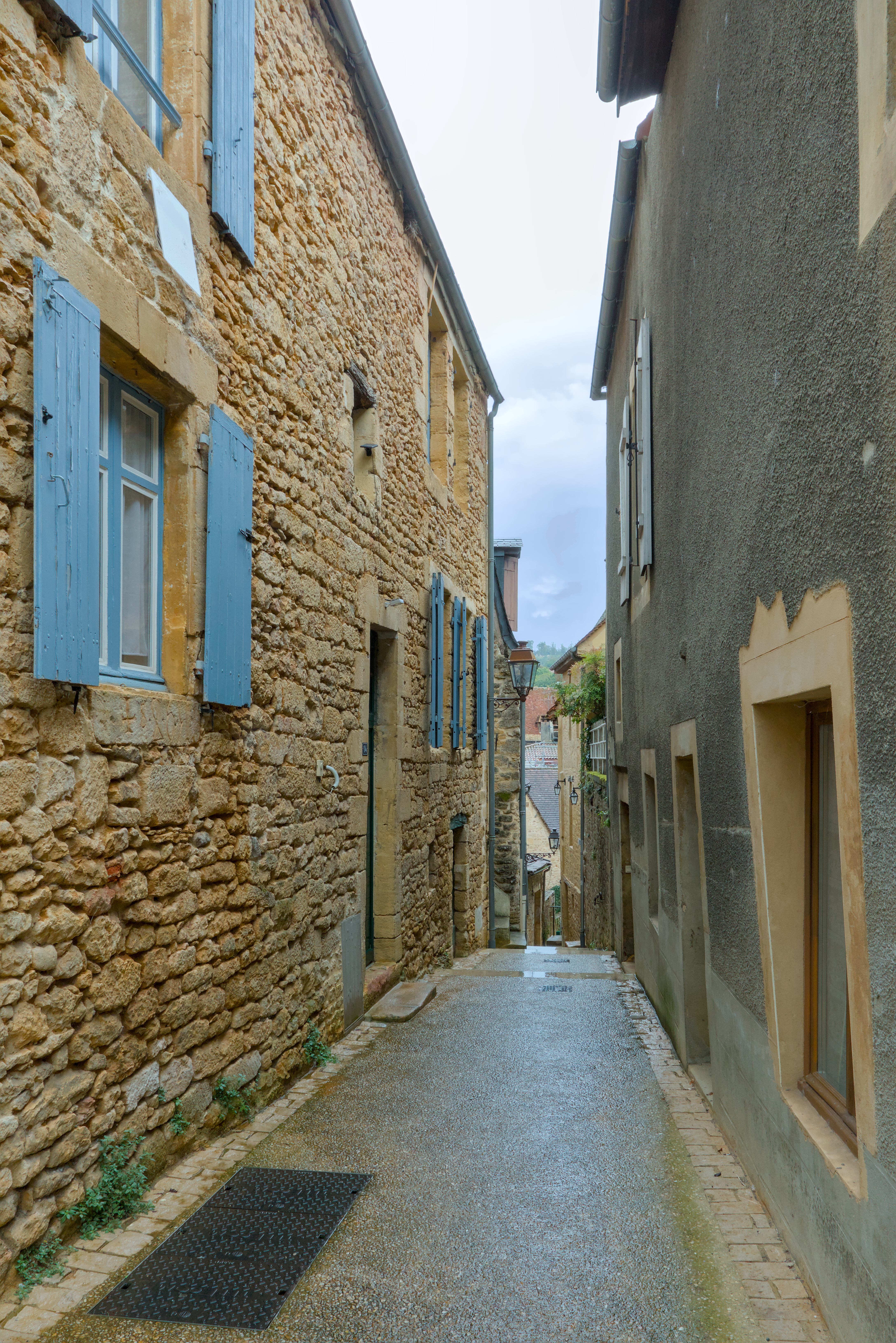
La rue Papucie, dans l'ouest de la vieille ville.
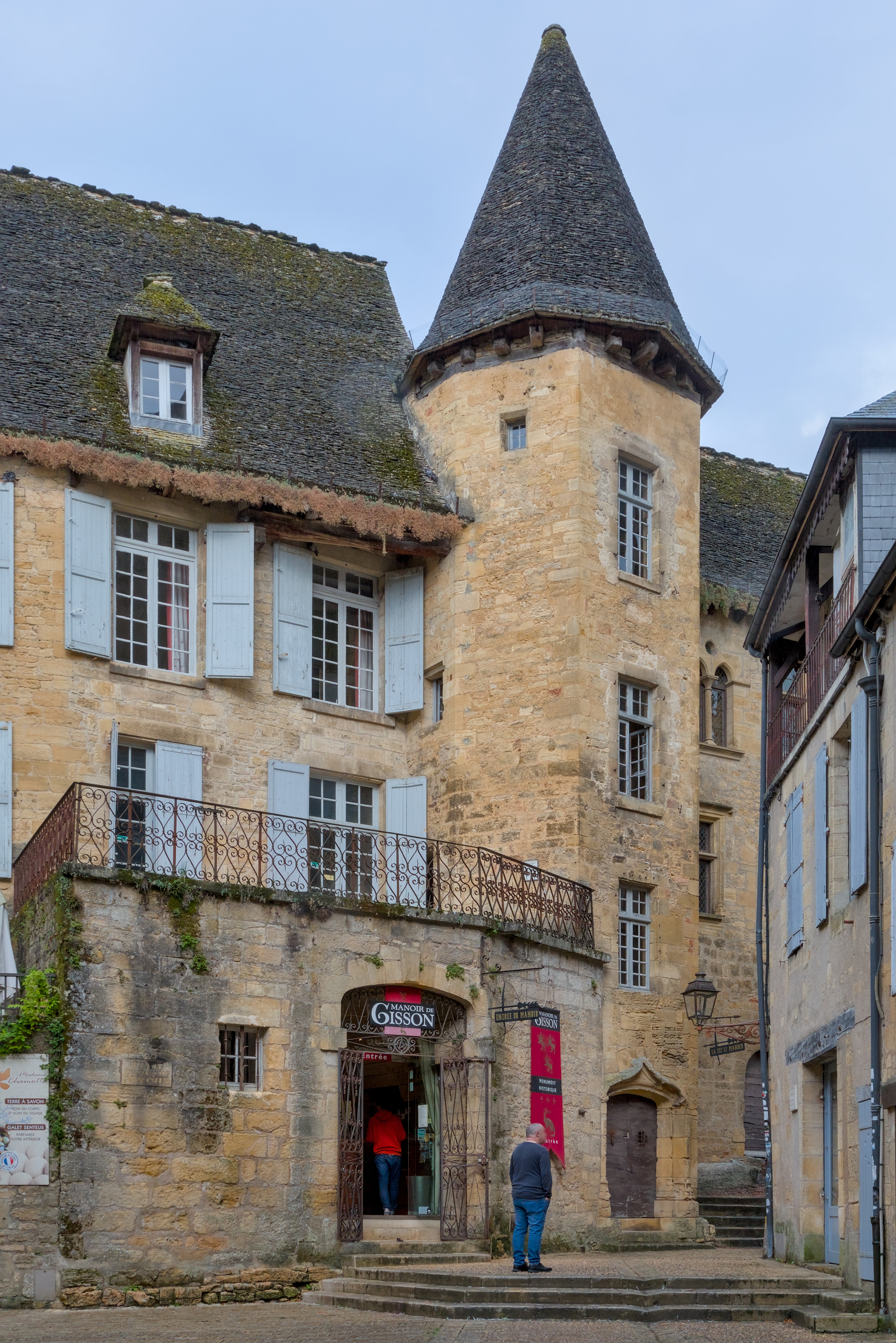
Le manoir de Gisson.
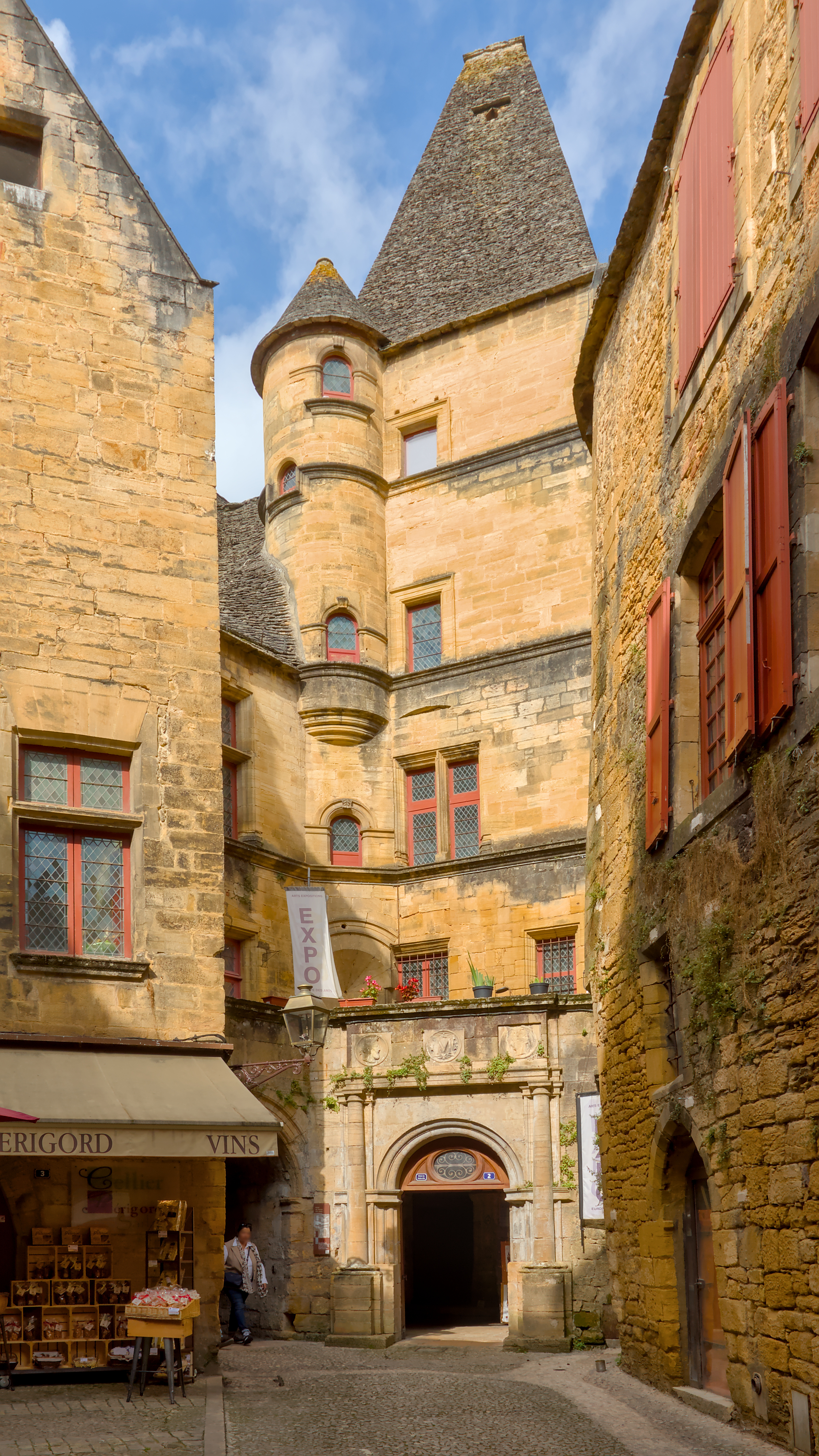
L'Hôtel de Vienne.
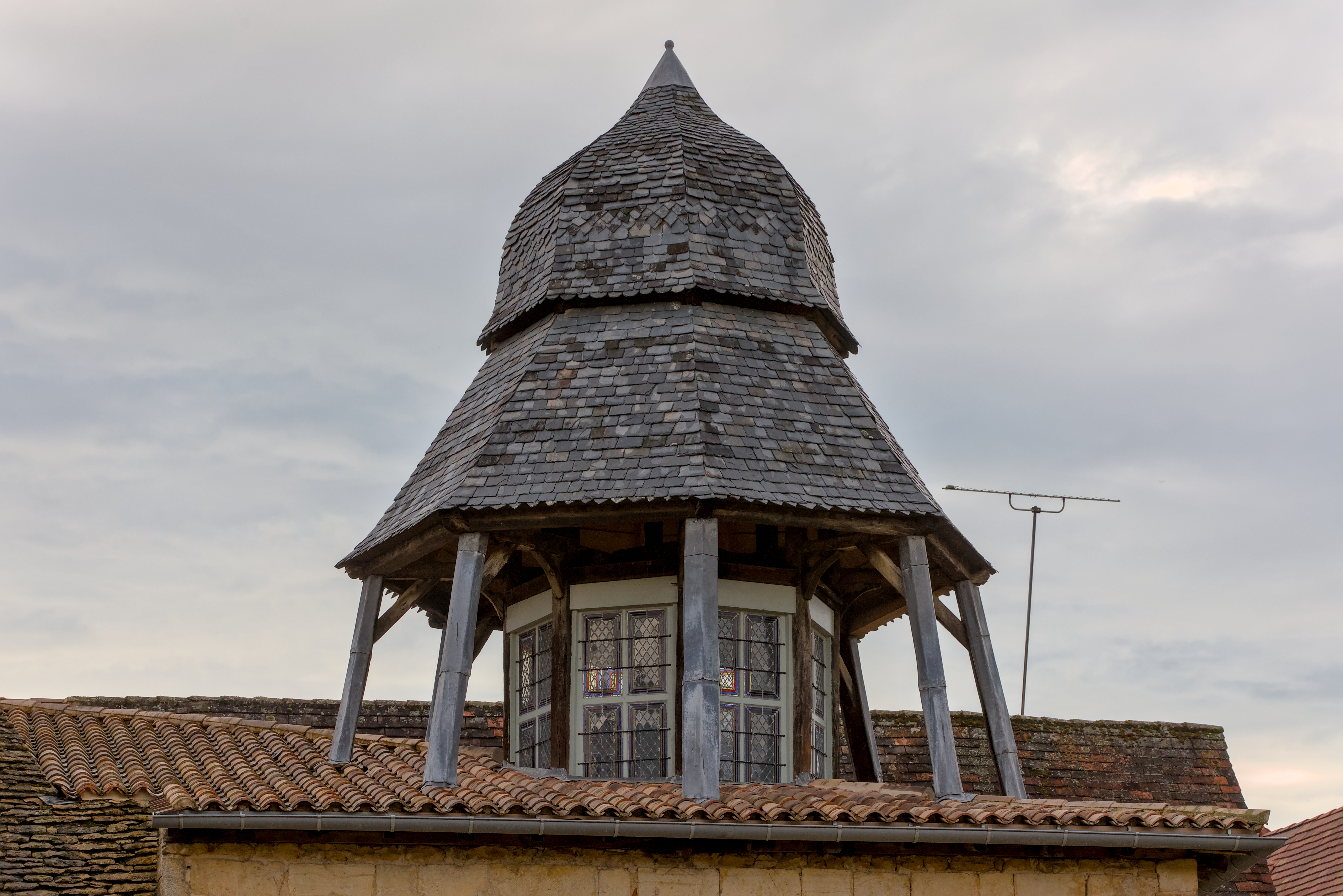
Le clocheton de la maison du Présidial.
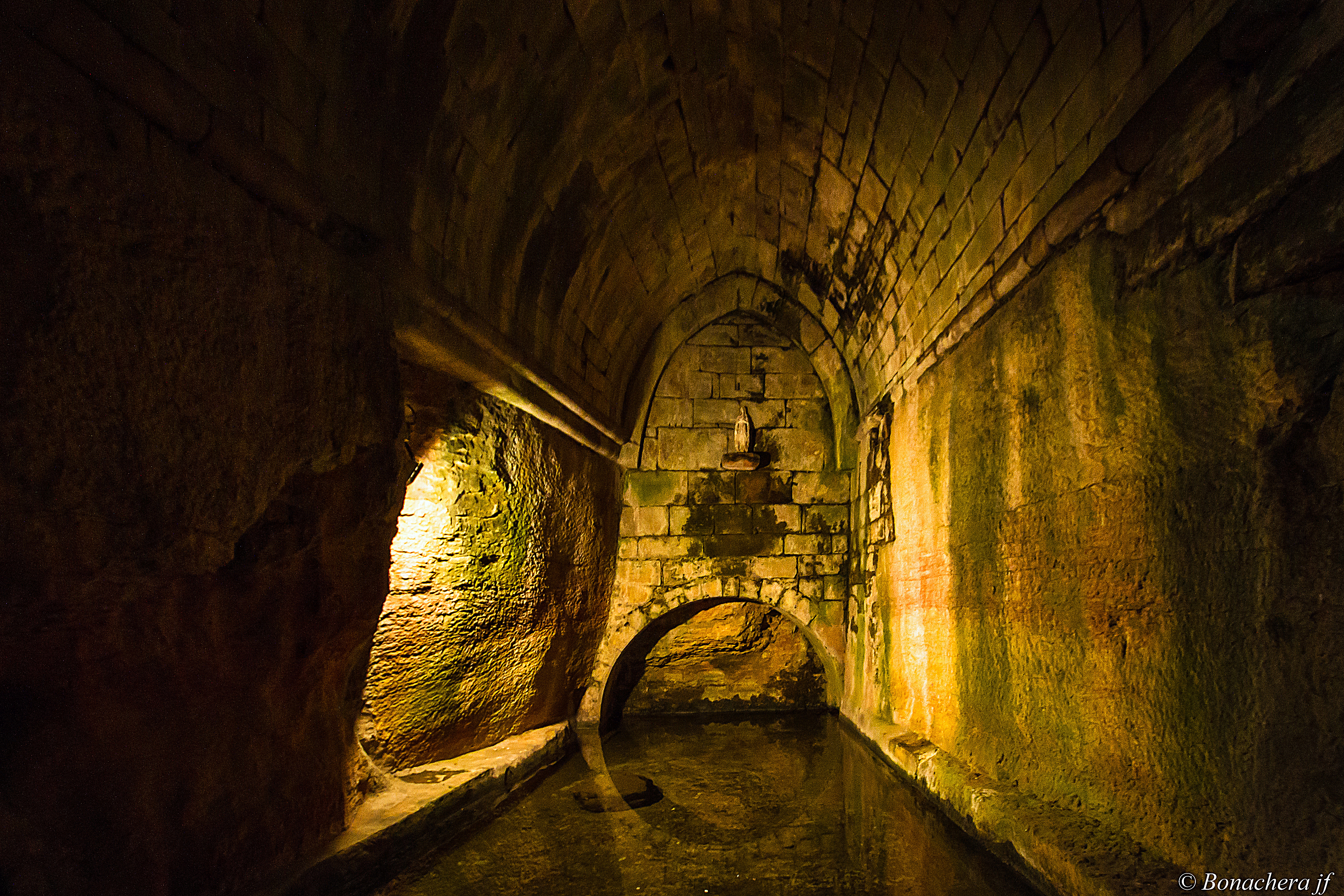
La fontaine Sainte-Marie, la nuit.
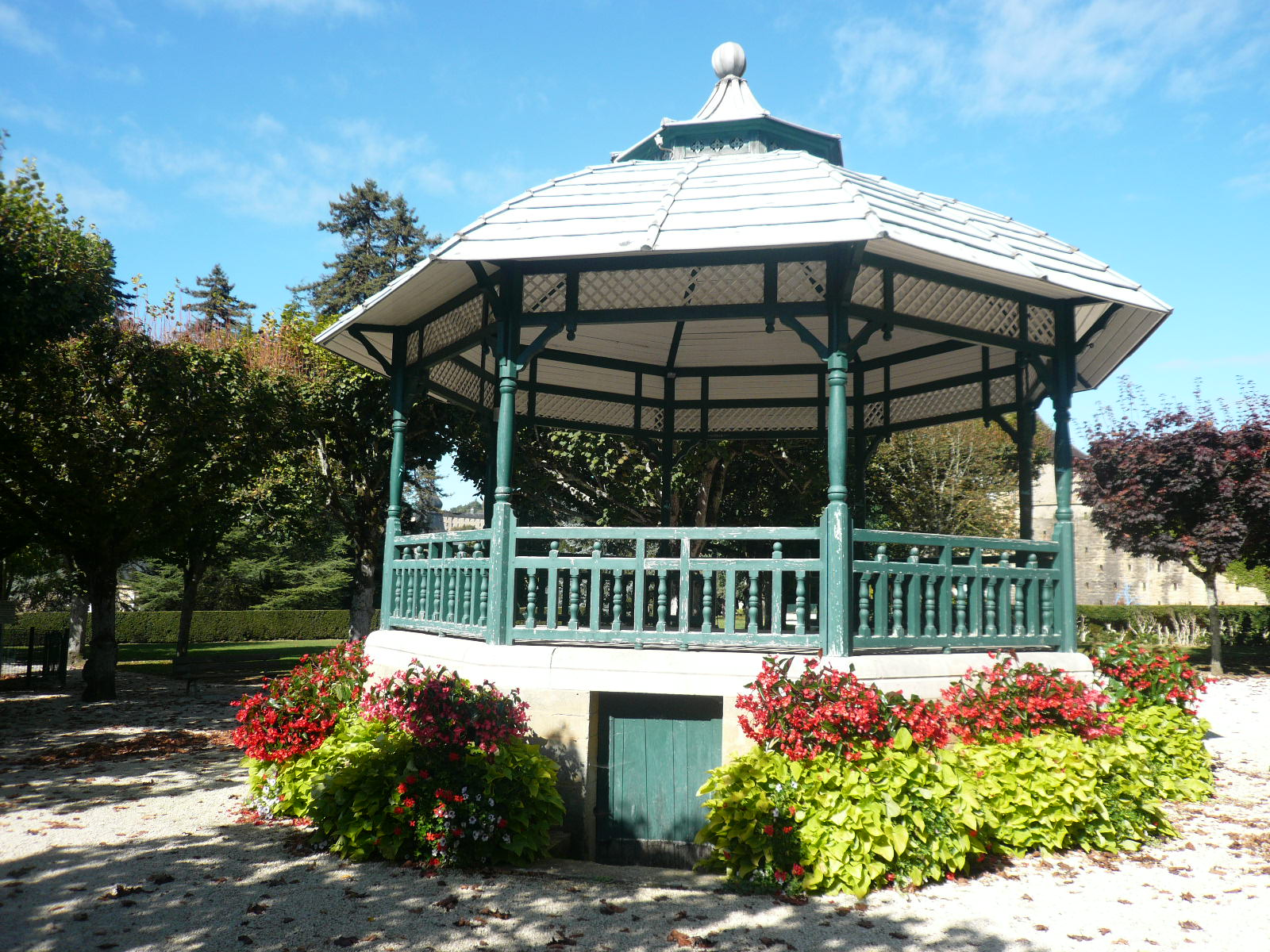
Le kiosque du jardin public du Plantier.

#### Patrimoine religieux
- La cathédrale Saint-Sacerdos (XIIe siècle au XIVe siècle), édifiée au milieu du premier cimetière de Sarlat.
- L'église Sainte-Marie désaffectée en 1794, reconvertie en marché couvert par l'architecte Jean Nouvel. Depuis 2012, le clocher abrite également un ascenseur panoramique offrant une vue sur toute la ville. Ouvert d'avril à décembre (et ouvertures exceptionnelles l'hiver).
- L'église du monastère des Récollets (XVIIe siècle) devenue la chapelle des Pénitents blancs (XIXe siècle). Le portail de l'église est le seul ornement qui subsiste de l'église. Depuis 1970, elle abrite un musée d'art sacré.
- La chapelle Saint-Benoît ou chapelle des Pénitents bleus.
- La chapelle Saint-Joseph dans le collège Saint-Joseph.
- L'ancien évêché qui abrite l'office de tourisme et des salles d'expositions.
- Le jardin des Enfeus (XIVe siècle au XVIe siècle).
- La lanterne des morts[125] ou tour Saint-Bernard (XIIe siècle) de près de dix mètres de haut, assez rare en France. Elle a servi occasionnellement de chapelle funéraire. Elle fut érigée en commémoration du passage de saint Bernard, lors de son retour de croisade, à Sarlat en 1147.
- Le couvent Sainte-Claire.
- Le couvent Notre-Dame.
- Le château épiscopal de Temniac (ruines), XVe siècle, visitable.
- L'église Notre-Dame de la Nativité de Temniac.
- L'église Saint-Jean-Baptiste de La Canéda.
- Il existe 11 statues de la Vierge Marie installées en hauteur dans des niches à l'angle de certaines bâtisses[126].

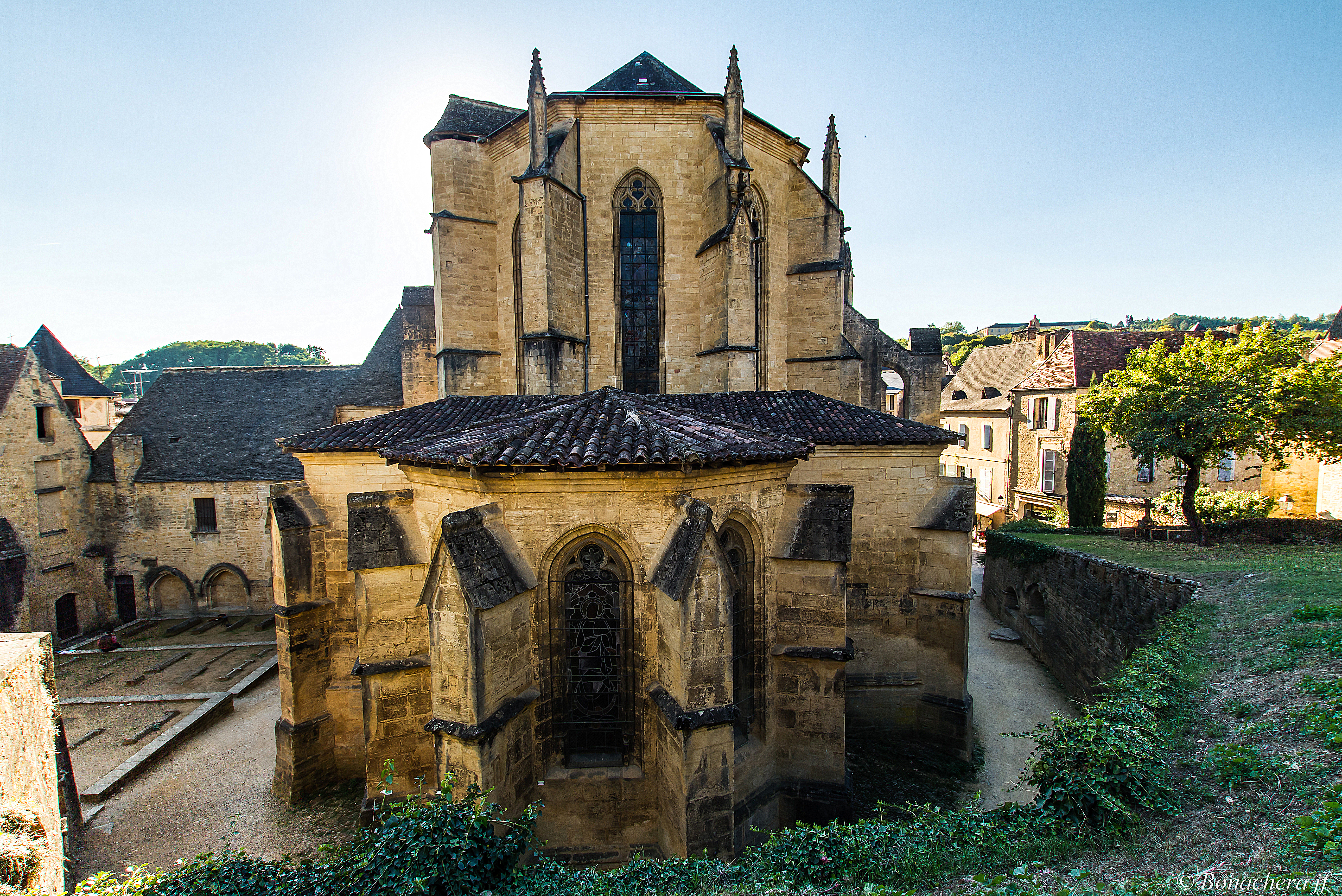
La cathédrale Saint-Sacerdos.
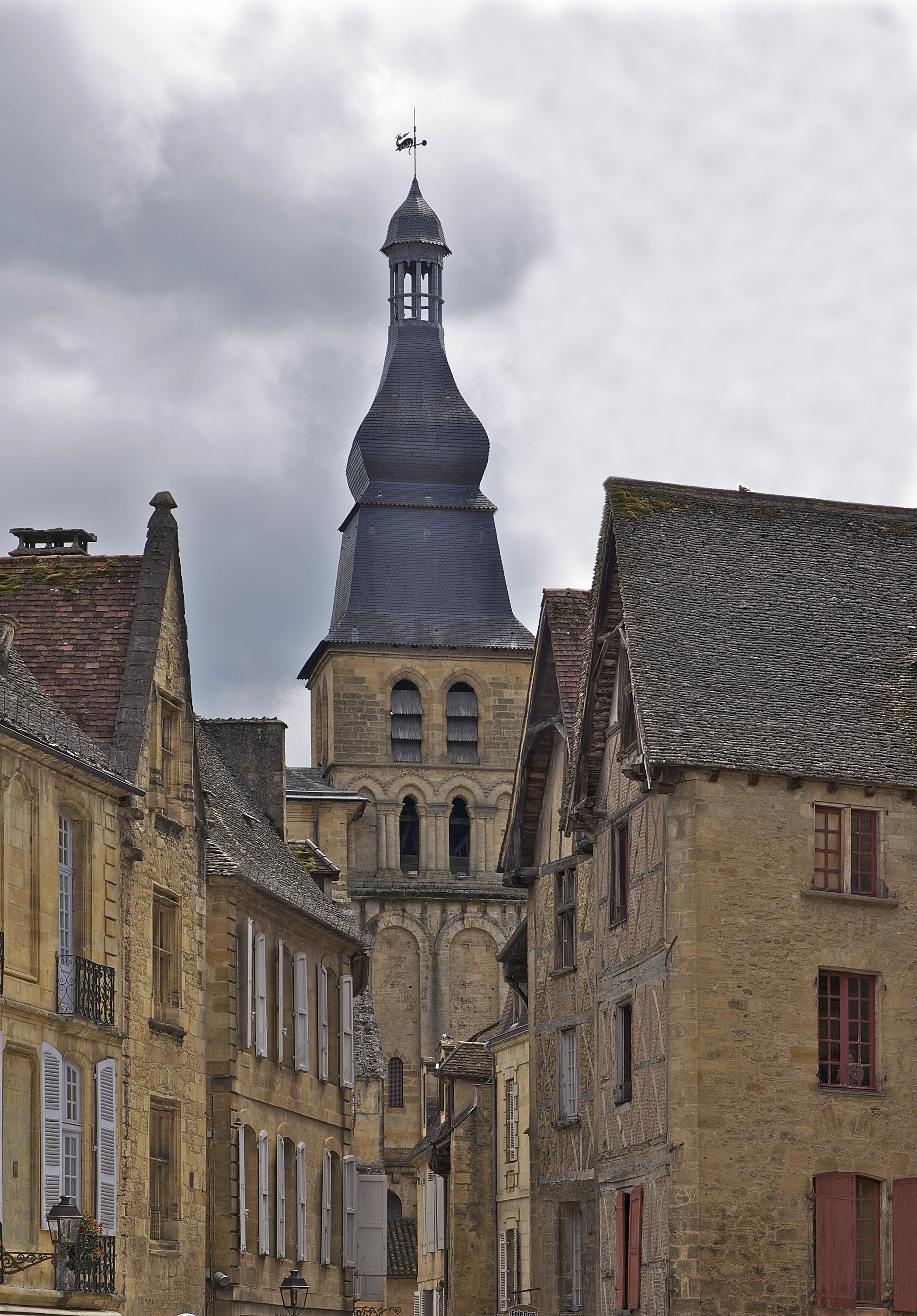
Vue du clocher de la cathédrale Saint-Sacerdos.
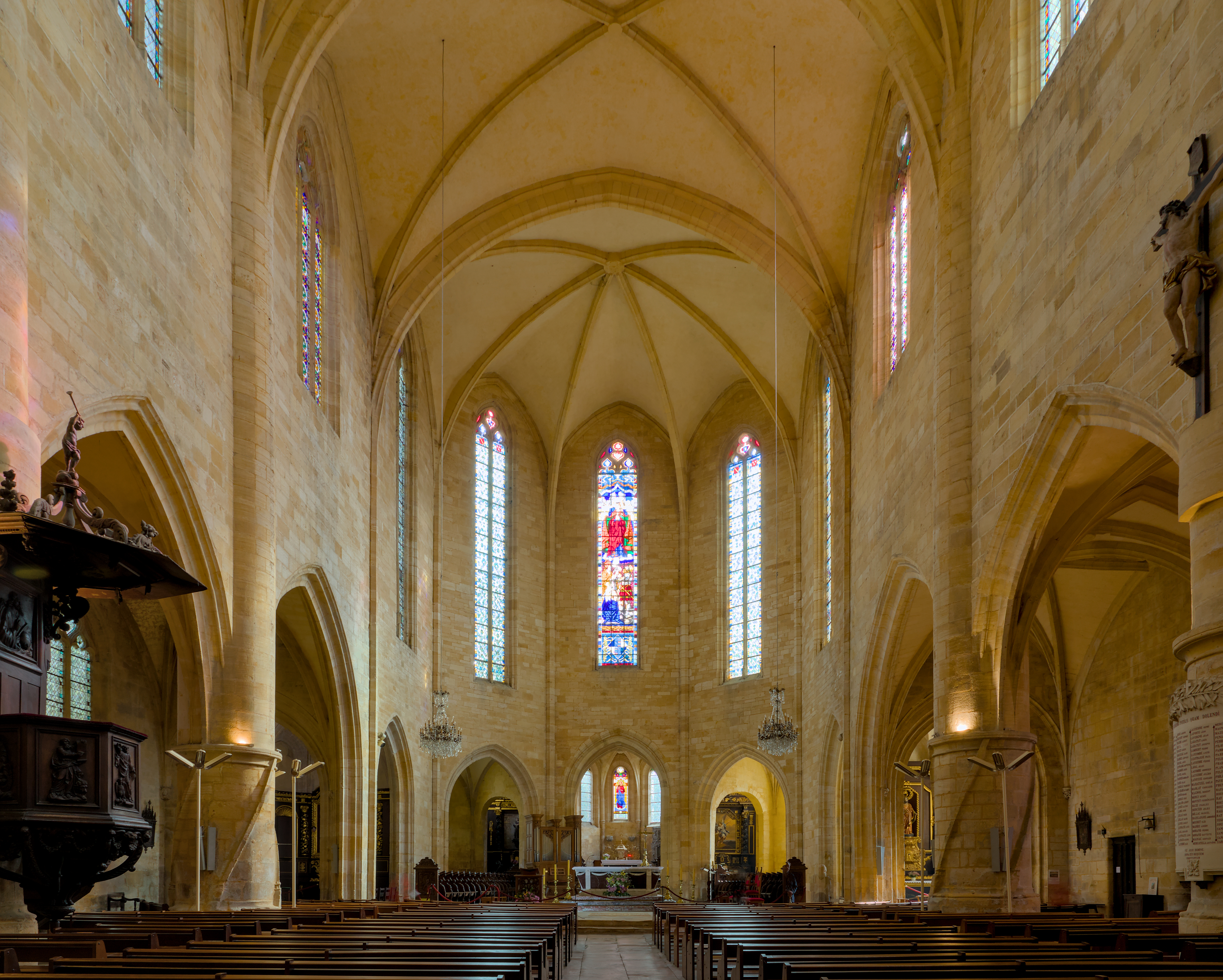
L'intérieur de la cathédrale.
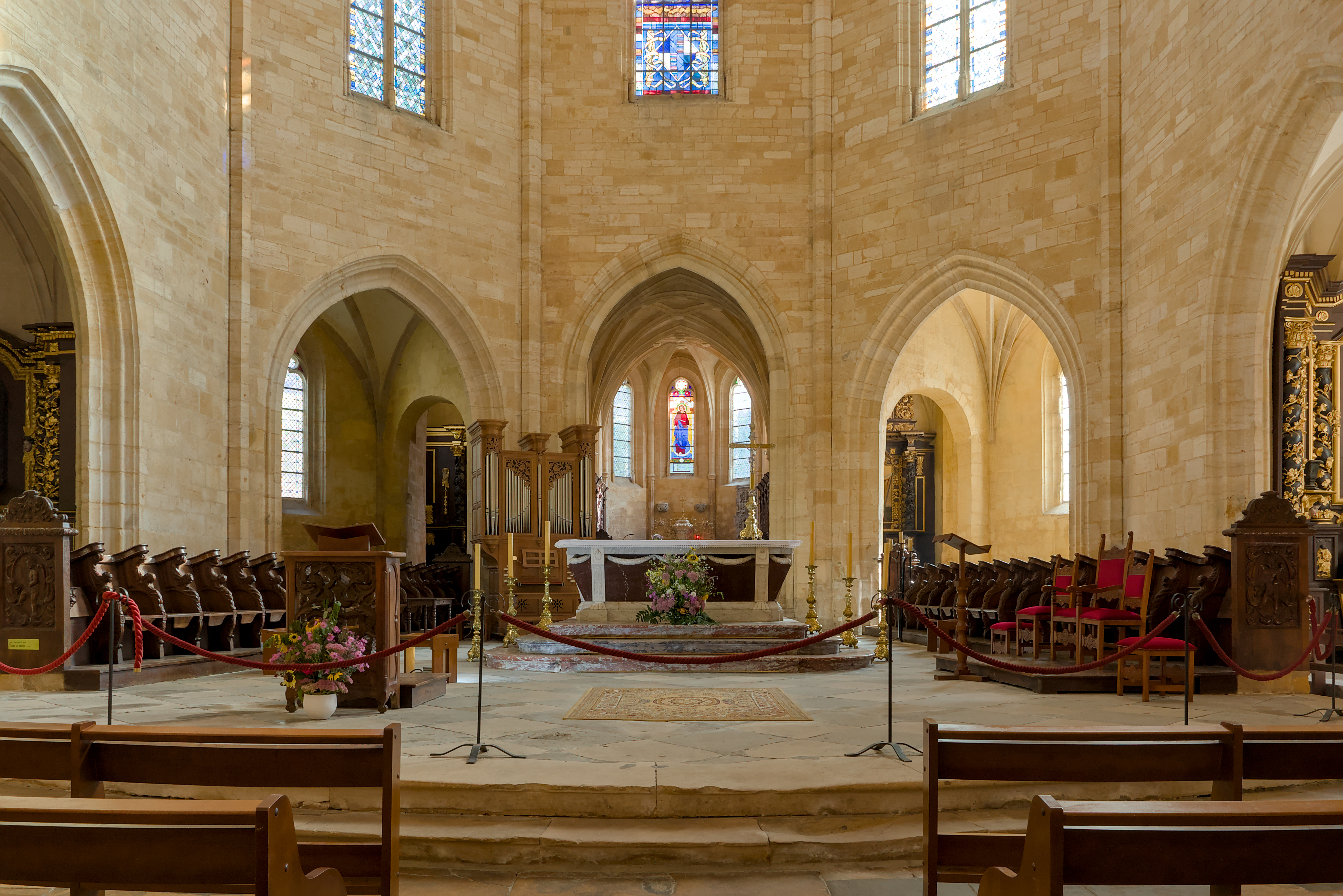
Le chœur de la cathédrale.
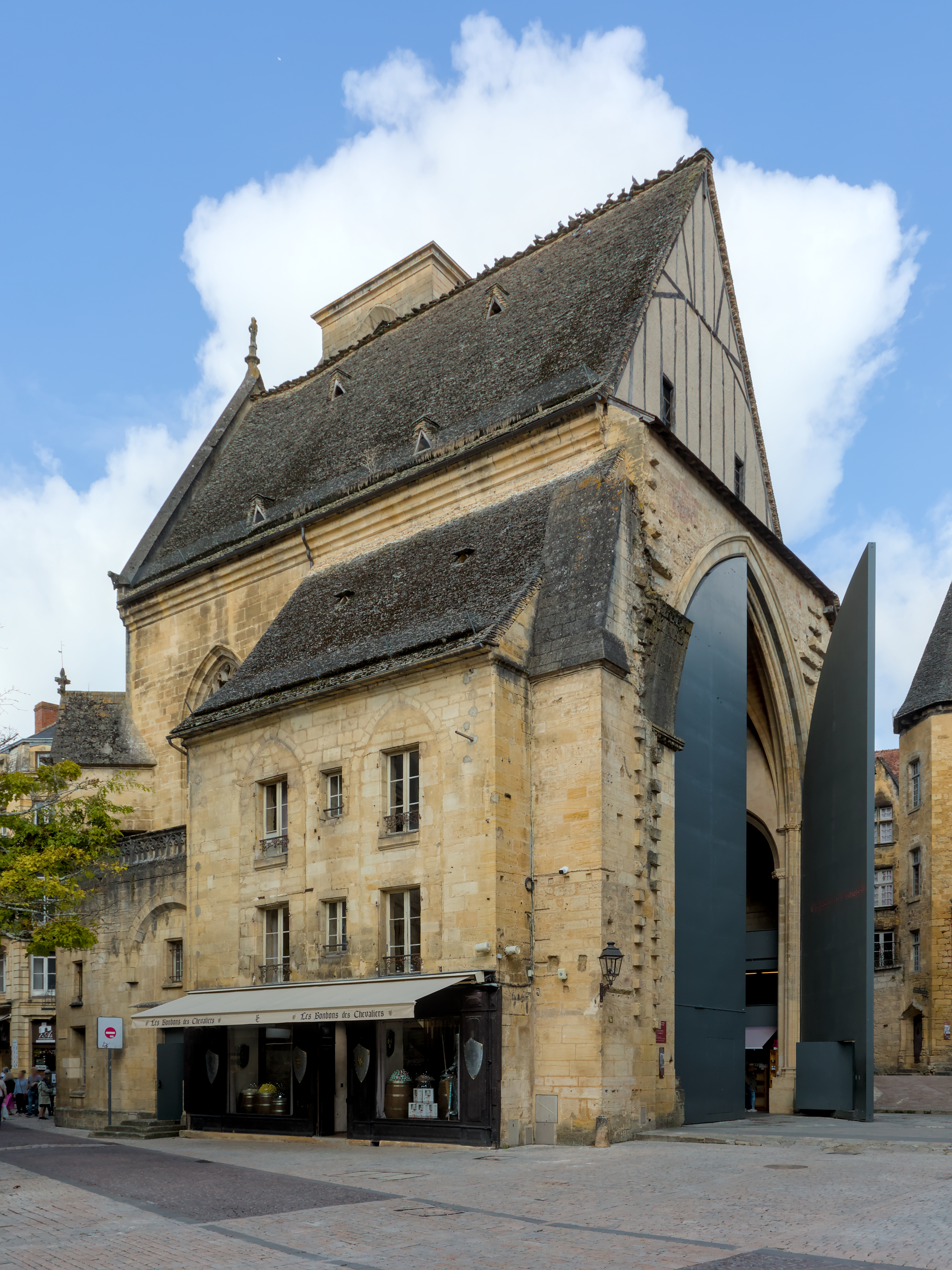
L'ancienne église Sainte-Marie.
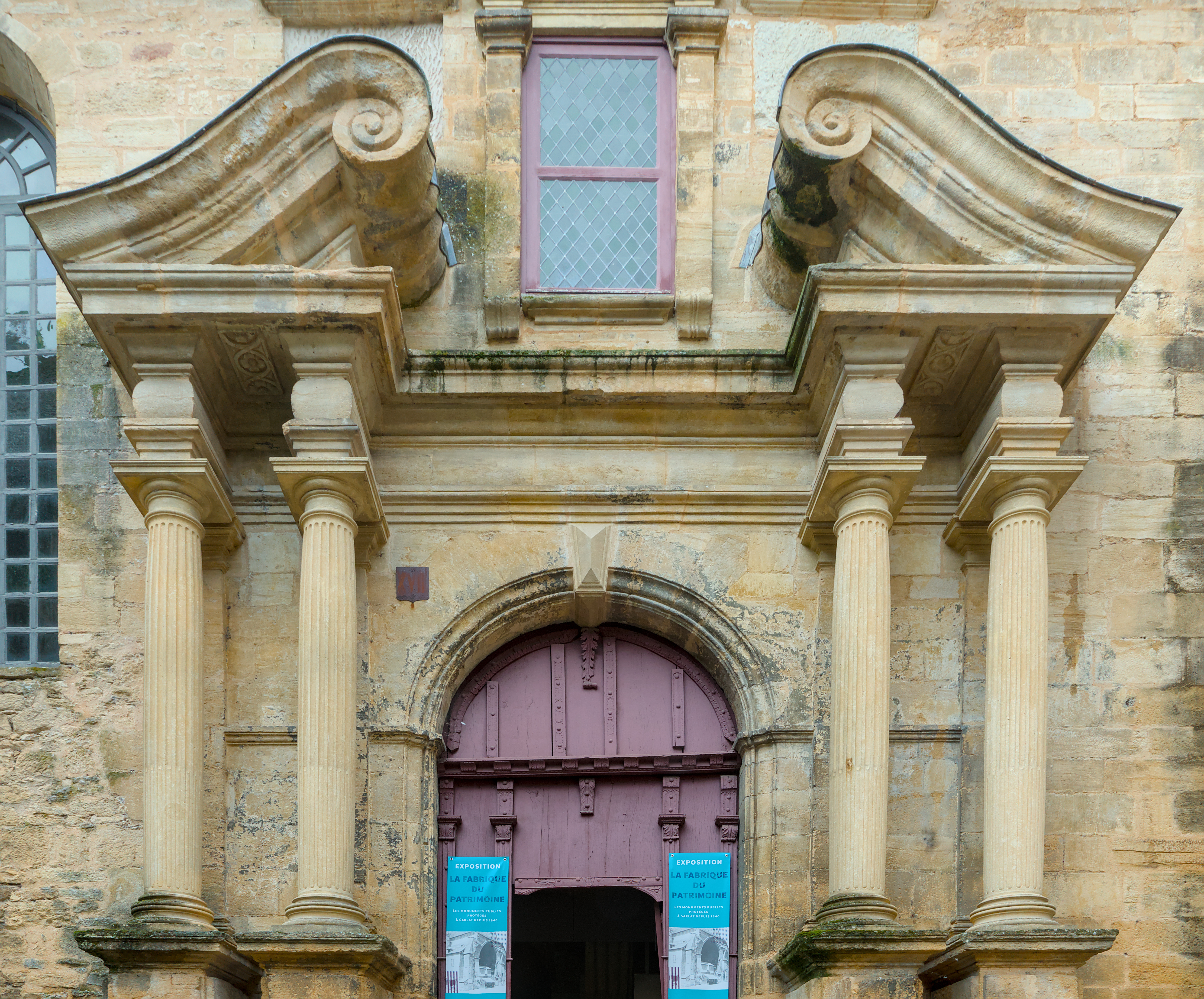
Le portail de l'église des Récollets.
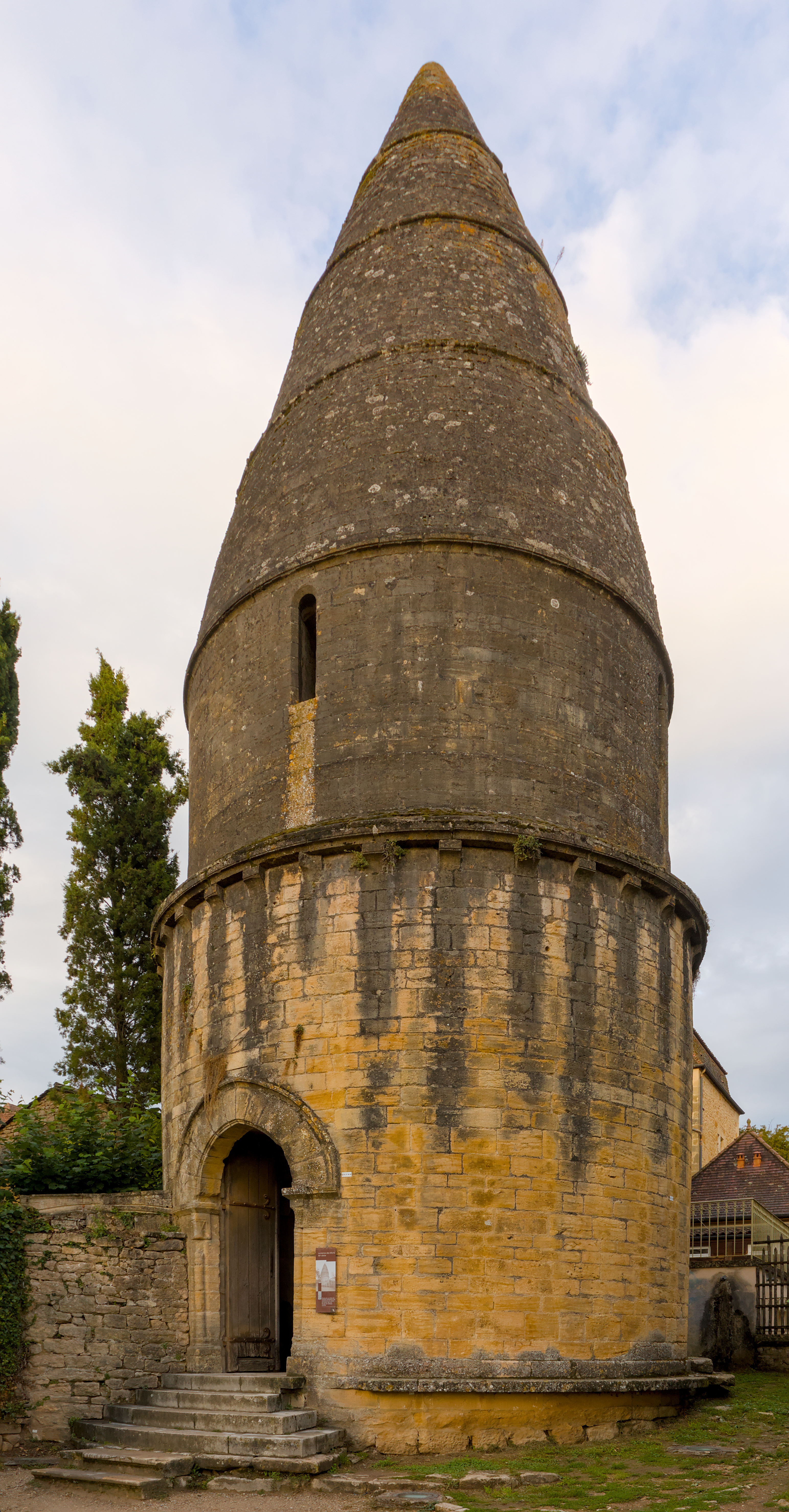
La lanterne des morts.
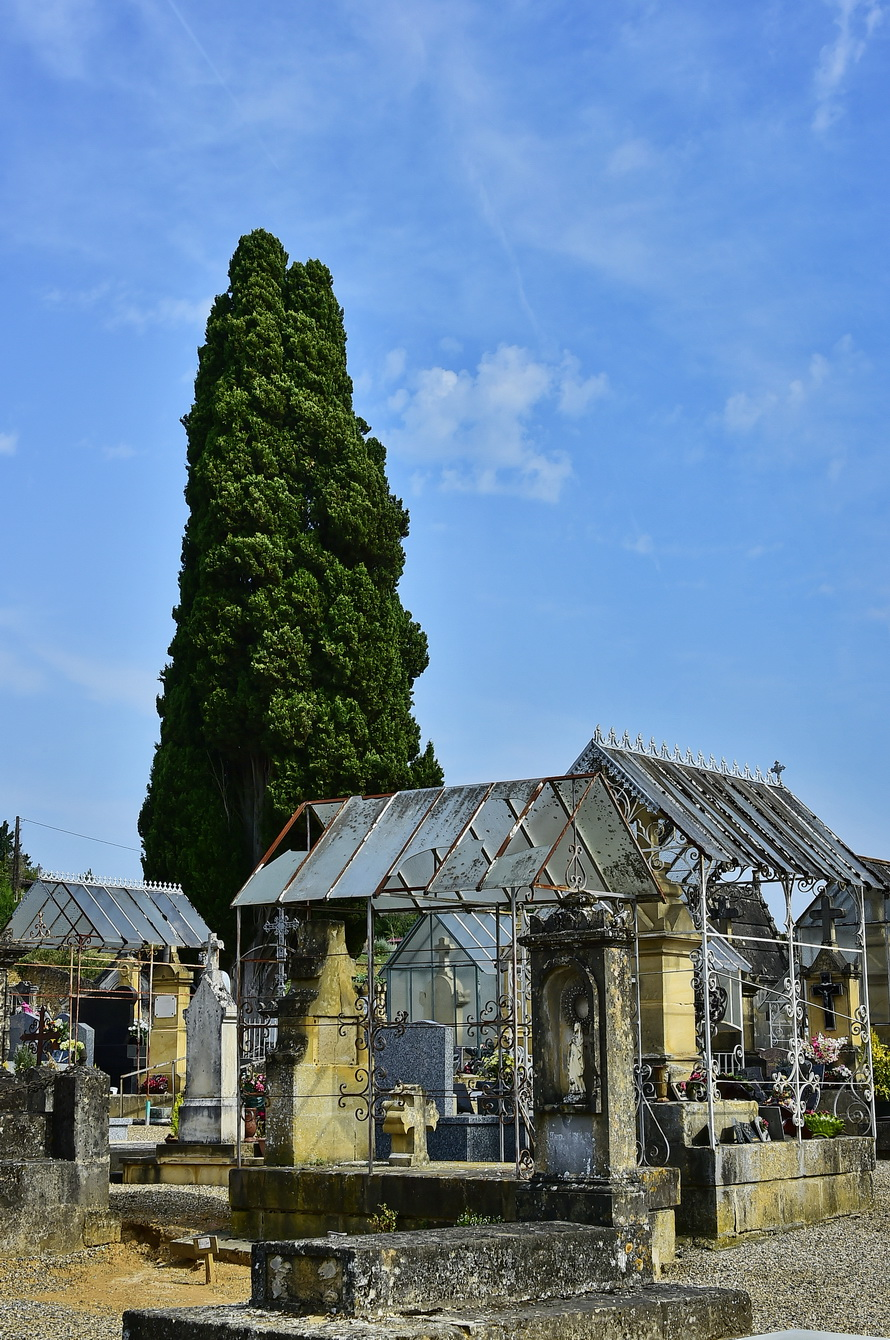
Le cimetière de Sarlat.

### Personnages liés à la commune

#### Ils y sont nés / y ont grandi
- Éric Alégret (1965-), joueur français de rugby à XV, né à Sarlat.
- Henri Arlet (1922-1944), résistant, né à Sarlat.
- Abbé Audierne (1798-1891), abbé et historien du Périgord, né à Sarlat.
- Claude Beylie (1932-2001), critique et historien du cinéma, né à Sarlat.
- Jean-Pierre Bouchard (1955-), né à Sarlat, psychologue, criminologue, acteur et « expert » télévisuel.
- Paul Boudy (1874-1957), ingénieur des eaux et forêts, créateur de l'administration des eaux et forêts au Maroc ; il est né et décédé à Sarlat.
- Henri Jacques Jean Boyer (1767-1828), général de brigade, né à Sarlat.
- Étienne Cambort-Borie, (1737-1804), homme politique français né à Sarlat.
- Alain Carrier (1924-2020), affichiste et illustrateur, né à Sarlat.
- Armand-Anne-Auguste-Antonin Sicaire de Chapt de Rastignac (1727-1792), religieux et homme politique, député du clergé aux États généraux de 1789 pour le bailliage d'Orléans, né à Sarlat.
- Fernando Costa (1970-), artiste, né à Sarlat.
- Régis Durand (1941-) critique d'art, écrivain, commissaire d'expositions photographiques, né à Sarlat.
- Firmin Degot (1861-1928) général de brigade français en 1913 puis gouverneur à Tunis après la fin de la Première Guerre mondiale, est né à Sarlat[127].
- Elisa Shua Dusapin (1992-), écrivaine née à Sarlat.
- Jean-Joseph Escande (1872-1959), historien, auteur d’ouvrages sur l’histoire du Périgord[128], chevalier de la Légion d'honneur[129] ; il est né, a vécu et est décédé à Sarlat.
- François Fournier-Sarlovèze (1773-1827), général de division, né à Sarlat.
- Pierre Janot (1925-1994), homme politique, né à Sarlat.
- René-Clément Juge (1877-1958), vice-amiral, né à Sarlat.
- Étienne de La Boétie (1530-1563), écrivain, né à Sarlat.
- Jean-Baptiste Loys (1740-1805), homme politique né et décédé à Sarlat, député du tiers état aux États généraux de 1789.
- Guillaume de Maleville (1805-1889), avo.cat et homme politique, né à Sarlat.
- Ismaël Margain (1992-) pianiste classique français, né à Sarlat.
- Gaston Marmier (1846-1905), militaire français, conseiller général de la Dordogne et historien.
- Jean Nouvel (1945-), architecte, passe sa jeunesse à Sarlat.
- Maurice Rouel (1910-1987), homme politique, né à Sarlat.
- Henri Sanfourche, (1775-1841), colonel d'Empire français, né et mort à Sarlat[130].
- Pierre Sanfourche-Laporte, (1774-1856), juriste français, né et mort à Sarlat.
- Jean Selves (1756-1818), homme politique, député de la Dordogne en 1815, né et mort à Sarlat.
- Jean-Baptiste Sirey (1762-1845), jurisconsulte, né à Sarlat.
- Alfred de Tarde (1880-1925), né à Sarlat, écrivain, économiste et journaliste, fils du sociologue Gabriel Tarde.
- Gabriel Tarde (1843-1904), sociologue, auteur de fictions et philosophe, né à Sarlat.
- Laurent Travers (1968-), né à Sarlat, joueur de rugby à XV.
- Jean de Viene ou Jean de Vienne (1557-1608), contrôleur général des finances (1599-1608), né à Sarlat, propriétaire de l'hôtel de Vienne.

#### Autres
- Jacques Abtey, (1908-1998), résistant, est décédé dans la commune.
- Jean-Pierre Bouyssonnie (1920-), industriel, président du groupe Thomson jusqu'en 1982.
- François Ceyrac (1912-2010), chef d'entreprise, administrateur de sociétés et syndicaliste, ancien élève du collège Saint-Joseph de Sarlat.
- Pierre Ceyrac (1914-2012), jésuite français missionnaire en Inde du Sud, écrivain, ancien élève du collège Saint-Joseph de Sarlat.
- Xavier de Chérade de Montbron (1916-1955), usuellement appelé Xavier de Montbron, pilote de chasse, obtient son bac en 1938 à Sarlat.
- Henri Debidour, dit Monrad, médecin et député (1907-1990).
- Guillaume-Antoine Delfaud, (1733-1792), religieux jésuite français, professeur au séminaire de Sarlat.
- Jean Deltheil (1795-1871), homme politique, décédé à Sarlat.
- Hubert Faure (1914-2021), militaire français membre des commandos Kieffer, ancien élève du lycée Saint-Joseph de Sarlat.
- Max Favalelli (1905-1989), journaliste français, verbicruciste, et animateur de jeux télévisés, mort à Sarlat-la-Canéda.
- Guy Hatchi (1934-2017), footballeur, mort à Sarlat-la-Canéda[131].
- Édouard Kauffmann (1895-1944), résistant, membre du réseau Alliance. Chef du secteur de la Dordogne qu’il constitua, installant son PC à Sarlat avec le pseudonyme « Criquet ».
- Lucien Lacaze (1860-1955), amiral et homme politique. Il rentre en France métropolitaine pour poursuivre ses études chez les jésuites de Sarlat.
- Philippe Loiseleur des Longchamps Deville (1923-2003), historien, ancien élève du collège Saint-Joseph de Sarlat.
- Lucien de Maleville (1881-1964), peintre impressionniste périgourdin.
- André Malraux (1901-1976). Une place et une galerie de peintures portent le nom de l'ancien ministre de la Culture. Cela s'explique par le fait qu'il est considéré par beaucoup de Sarladais comme le sauveur du quartier historique de la ville. En visite à Sarlat, il s'aperçoit que la ville est en danger de ruines dans certains quartiers et que certains monuments étaient en train d'être détruits. La loi relative aux secteurs sauvegardés a été créée pour protéger du délabrement les centres historiques.
- Noël Mamère (1948-), ancien journaliste et homme politique, obtient son bac en 1968 à Sarlat.
- Victor Nessmann (1900-1944), installé à Sarlat en 1940 où il officie comme médecin, il dirige l'Armée secrète dans le Sarladais.
- Jean-Jacques de Peretti (1946-), homme politique, maire de Sarlat-la-Canéda depuis 1989, ex-ministre de l'Outre-mer (1995 – 1997).
- Denis Peyrony (1869-1954), préhistorien, décédé à Sarlat.
- Jean-Émile Roger (1831-1907), homme politique, étudia le droit et s'inscrivit au barreau de Sarlat.
- Hugues de Rouffignac mort en 1460 à Sarlat, prélat français et évêque de Limoges et de Rieux au XVe siècle.
- François de Salignac de La Mothe-Fénelon (1607-1688), ecclésiastique qui fut évêque de Sarlat de 1658 à 1688, mort à Sarlat.
- Louis II de Salignac de La Mothe-Fénelon (vers 1577-1639), ecclésiastique qui fut évêque de Sarlat de 1602 à 1639, mort à Sarlat.
- Solange Sanfourche (1922-2013), est une résistante française, décédée à Sarlat-la-Canéda.
- Pierre Sarrazin (1854-1931), est un médecin et homme politique, maire de Sarlat de 1889 à 1924, député de la première circonscription de Sarlat de 1896 à 1919, décédé à Sarlat.
- Édouard Valéry (1924-2010), résistant de la Résistance intérieure française, mort à Sarlat-la-Canéda.

### Héraldique, logotype et devise
|  | Les armes de Sarlat-la-Canéda se blasonnent ainsi : « De gueules à une salamandre couronnée d'or dans sa patience du même, au chef d'azur chargé de trois fleurs de lys d'or. » La devise de la ville est : Fidelis deo et regi, ce qui signifie en latin : « Fidèle à Dieu et au Roi. ». La salamandre est l'emblème de la ville |

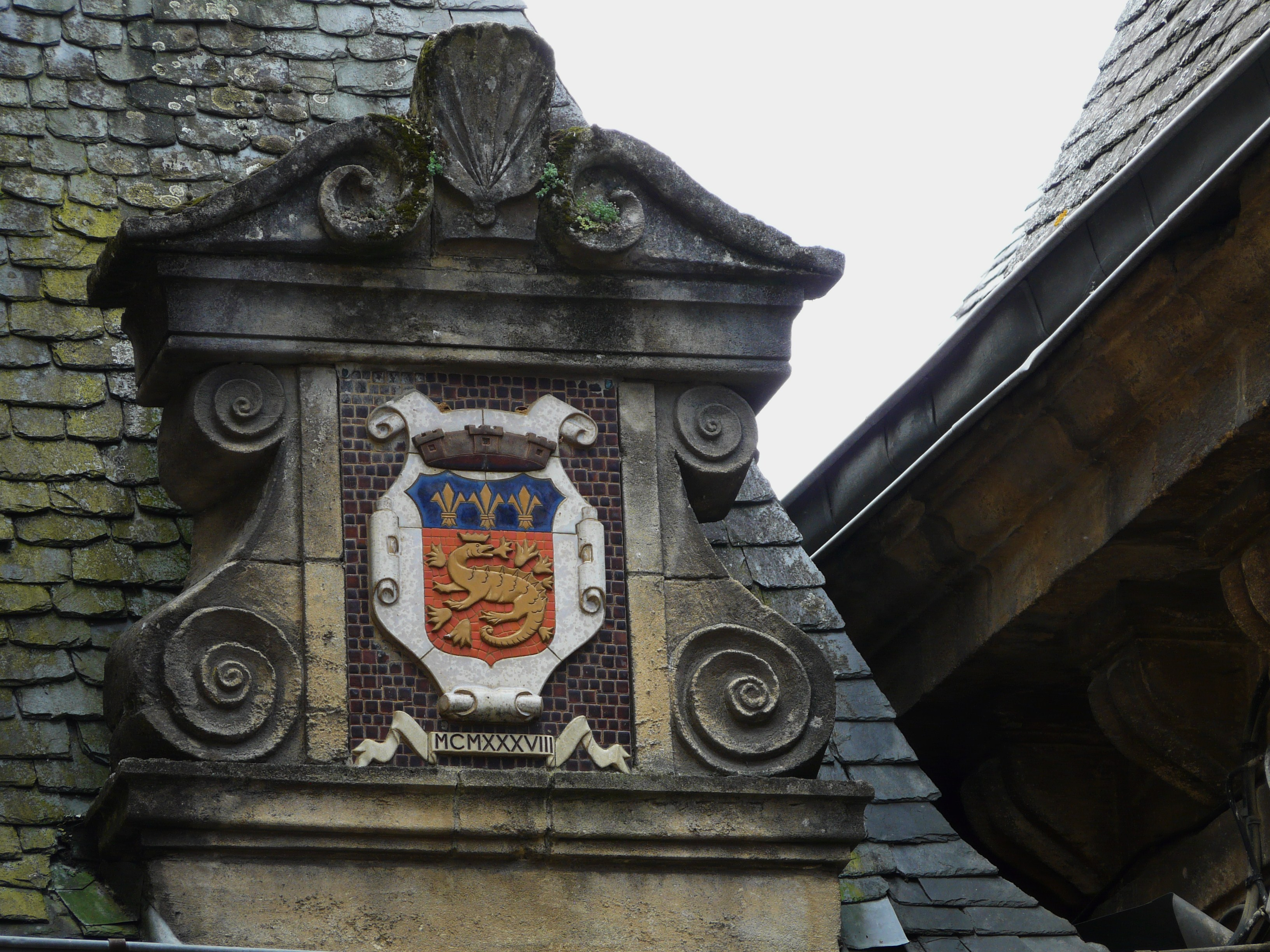
Le blason de Sarlat dans la rue Salamandre.
Logotype de la mairie de Sarlat-la-Canéda.
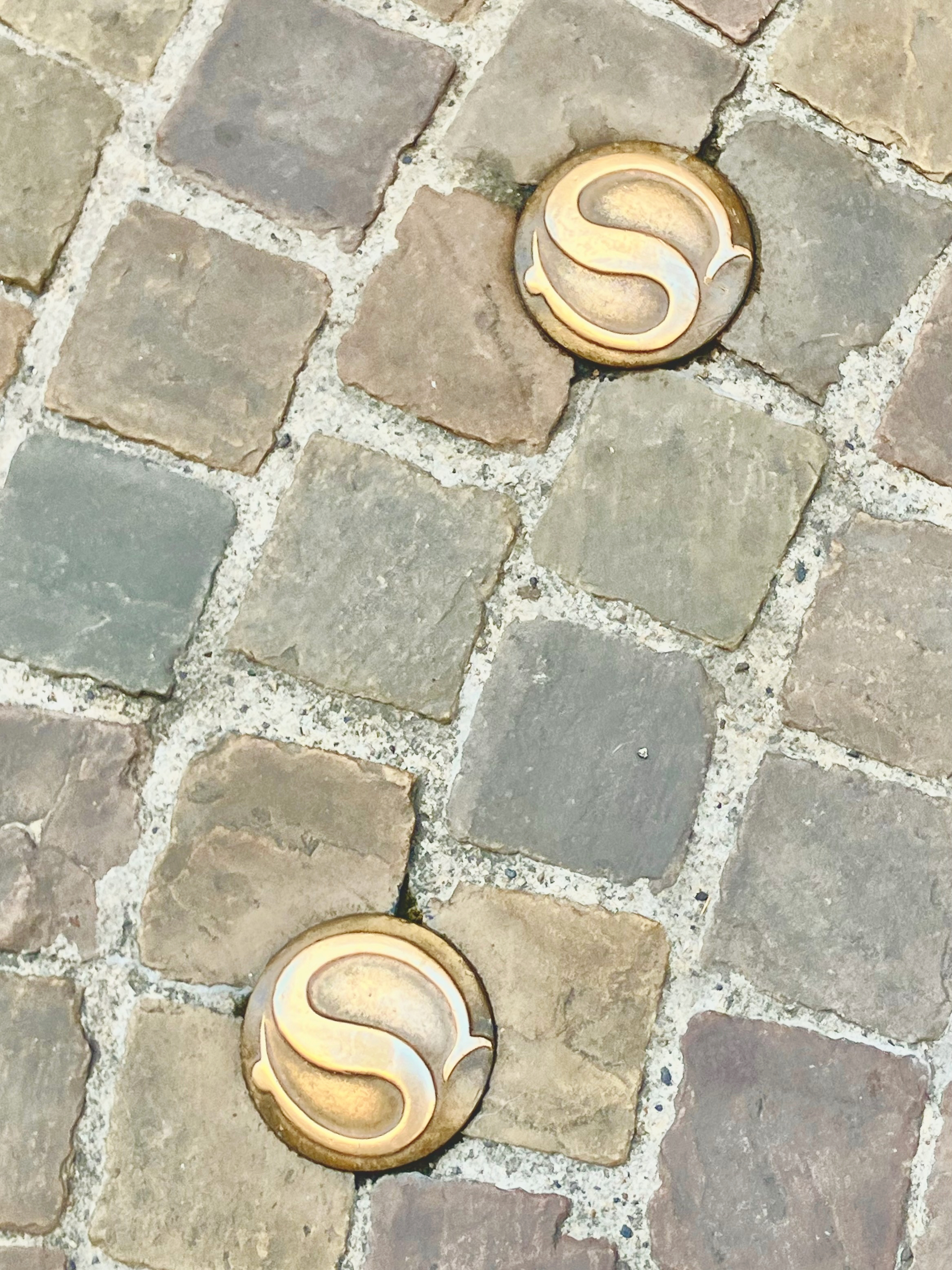
Les pavés du centre historique sont parsemés de pastilles ornées du « S » stylisé de Sarlat.

## Pour approfondir